# Spaanse marine
De Spaanse marine, officieel Armada Española, is het maritieme onderdeel van de Spaanse Strijdkrachten. Zij vindt haar oorsprong aan het einde van de 15e eeuw door de vereniging van de Kroon van Castilië met de Kroon van Aragón. Tot het einde van de negentiende eeuw was ze verantwoordelijk voor de maritieme verdediging van het Spaanse koloniale rijk. De marine nam onder andere deel aan de Spaans-Engelse Oorlog (1585-1604), de Zevenjarige Oorlog (1756-1763) en de Spaans-Amerikaanse Oorlog (1898).
De Spaanse marine is een van de grootste marines van Europa. Ze beschikt over 138 schepen, waaronder het vliegdekschip Juan Carlos I, elf fregatten en drie onderzeeboten, en 59 vliegtuigen. De belangrijkste marinebases bevinden zich in Rota, Ferrol, San Fernando en Cartagena.

## Geschiedenis

### De unie van Castillië en Aragón
De Spaanse marine ontstond uit de samenvoeging van de Castiliaanse marine met haar karvelen op de Atlantische Oceaan en de Aragonese marine met haar galeien op de Middellandse Zee, volgend op de personele unie die ontstond door het huwelijk van Ferdinand II van Aragon met Isabella I van Castilië in 1469. In die tijd bestond de marine uit handelsschepen die sowieso gewapend waren tegen zeerovers en kapers.
Een van de eerste gezamenlijke acties was de Aanval op Mers-el-Kébir in 1505. De marine speelde een belangrijke rol in de Spaanse veroveringen in Noord-Afrika. Onder meer Oran, Algiers en Tripoli werden ingenomen. Er volgden decennia van oorlog met het opkomende Ottomaanse Rijk. In 1571 behaalde een door Spanje geleide coalitie een grote overwinning op de Osmanen in de Zeeslag bij Lepanto, waardoor de controle over het westelijke Middellandse Zeegebied in christelijke handen bleef.

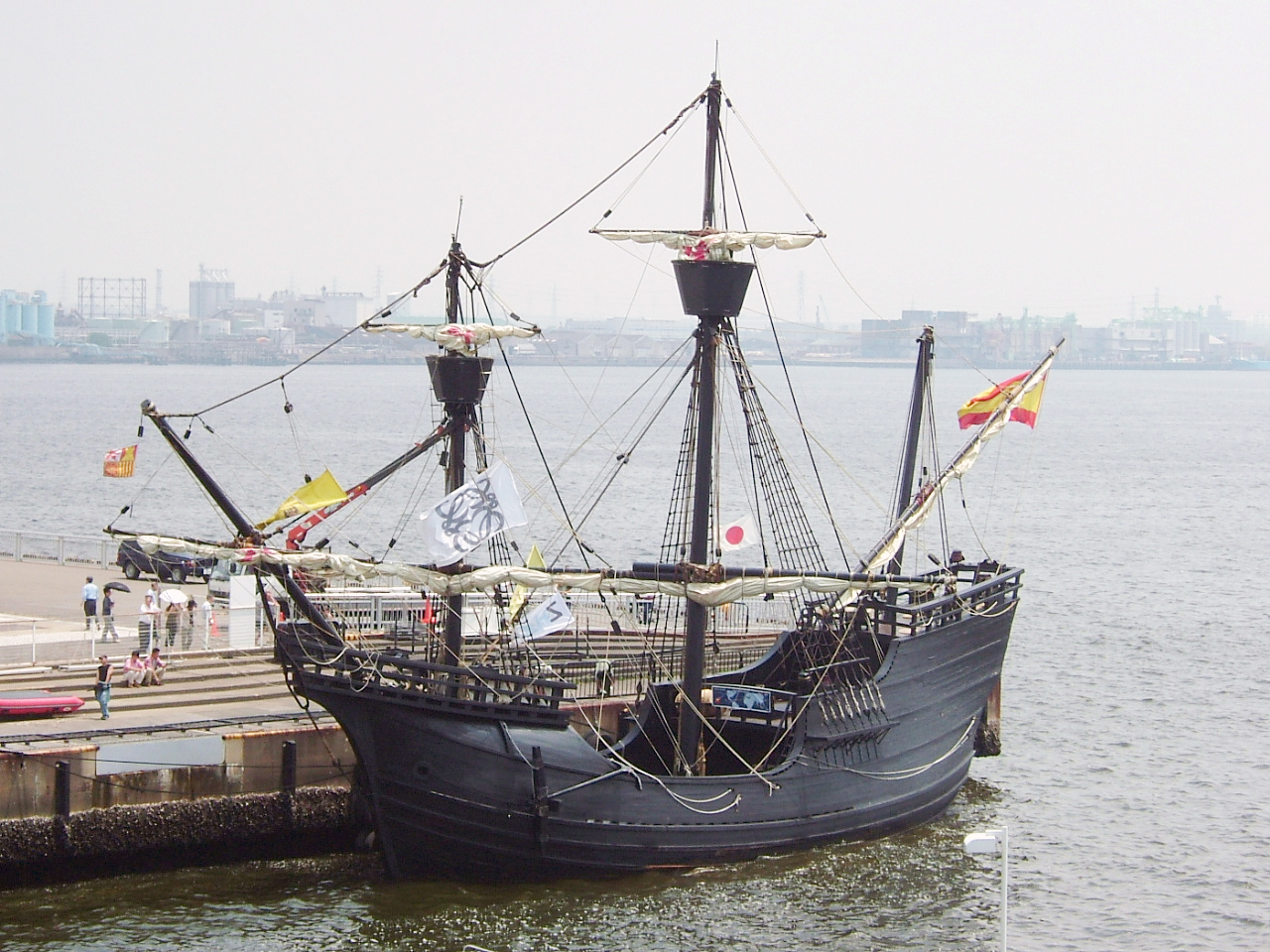
Een replica van de nef Victoria waarmee de eerste reis rond de wereld werd voltooid. Ferdinand Magellaan was met vijf schepen vertrokken en overleed onderweg zelf op de Filipijnen. De Victoria was het enige schip dat terugkeerde, met nog slechts achttien bemanningsleden aan boord.

### De ontdekkingsreizen en de opbouw van een wereldrijk
In dezelfde periode wedijverde de Castiliaanse vloot met die van het Koninkrijk Portugal in de ontdekkingsreizen naar het westen en het Verre Oosten. Het karveel was toen doorontwikkeld tot de kraak, met een hoog kasteel vooraan. De eerste reis rond de wereld werd ook door Castilië op touw gezet, en voltooid in 1522. Spanje bezat toen de machtigste marine ter wereld, die het in staat stelde een wereldrijk op te bouwen. De kraak werd verder ontwikkeld tot het galjoen, met een lagere boeg waarop zware kannonnen konden worden geplaatst. Het belang van die kannonnen in de strijd werd nu groter dan het oude rammen en enteren.
In 1543 werden twee vloten opgericht om kostbaarheden uit Zuid-Amerika naar Spanje te transporteren. Deze werden door zwaarbewapende galjoenen geëscorteerd. Dit bleef duren tot Karel III op het einde van de 18e eeuw de handel met de Spaanse koloniën liberaliseerde. Slechts twee konvooien met lading gingen ooit verloren: een aan de Nederlanders bij Cuba in 1628 en een aan de Engelsen bij Cádiz in 1656.

### De oorlogen met Engeland

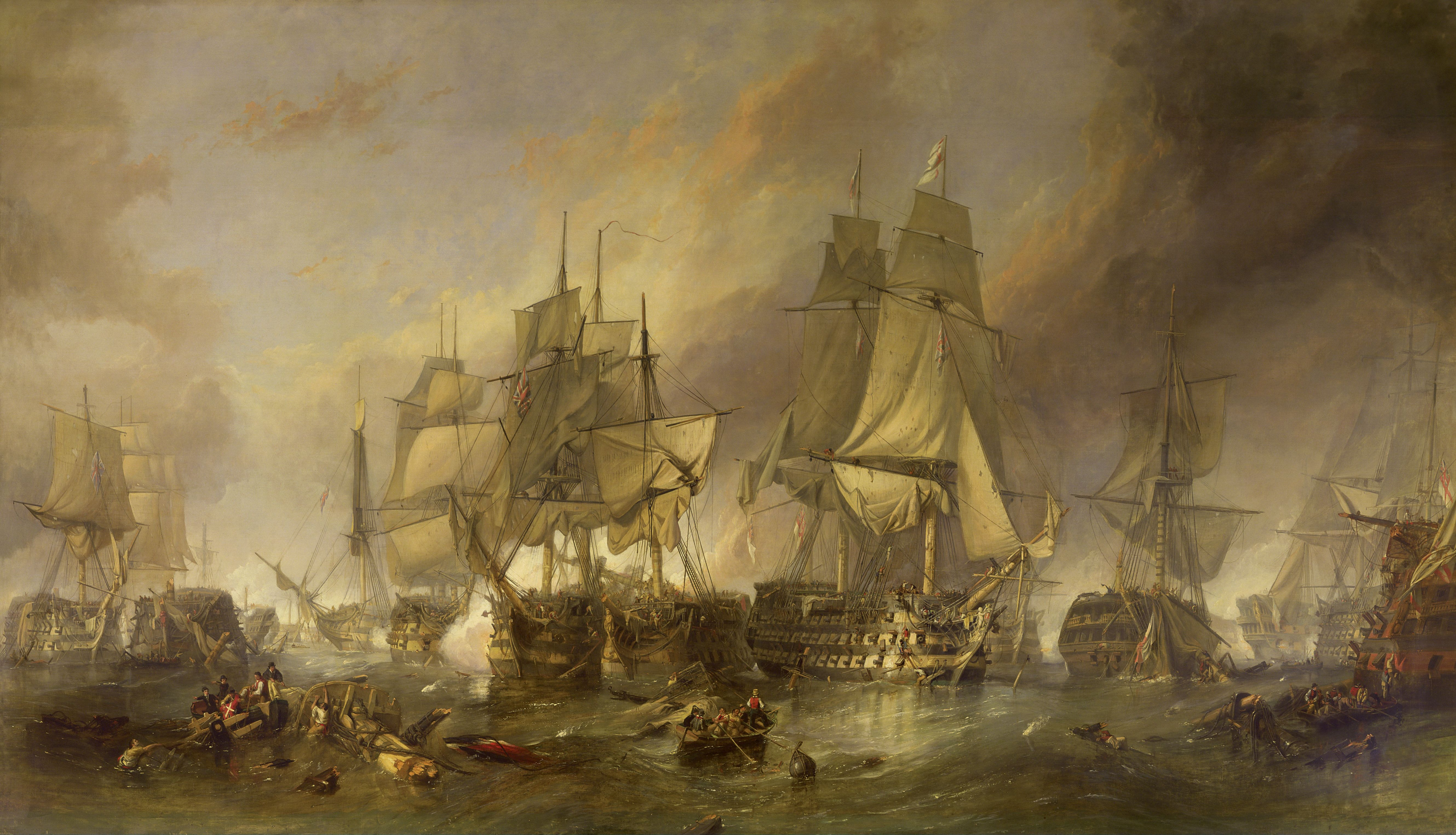
De Slag bij Trafalgar uit 1836 door Clarkson Stanfield. Frankrijk en Spanje verloren deze slag met zware verliezen. Het Verenigd Koninkrijk verwierf daardoor voor lange tijd hegemonie op zee. Tijdens de slag kwam ook de Britse admiraal Horatio Nelson om door een Franse kogel.

In 1582 versloeg de Spaanse marine een Portugees-Franse vloot in de Slag bij Terceira, wat er mee voor zorgde dat Filips II de Portugese troon in handen kreeg. De twee landen zouden zestig jaar lang verenigd blijven. Intussen waren de Spaanse Nederlanden in opstand gekomen. In 1607 versloeg een Nederlandse een Spaanse vloot, bestaande uit onder meer tien grote galjoenen, bij een verrassingsaanval bij Gibraltar. In 1585 raakte ook Engeland bij het conflict betrokken. Filips II liet een grote vloot bouwen om Engeland binnen te vallen, maar die werd door verschillende stormen en Engelse aanvallen vernietigd.
Begin 18e eeuw verloor Spanje haar Italiaanse gebieden, Menorca, Gibraltar en Oran tijdens de Spaanse Successieoorlog. Gedurende de oorlog om die te heroveren, transporteerde de Spaanse marine troepen naar Sicilië en Sardinië. De vloot werd in 1718 echter door de Britten vernietigd in de Zeeslag bij Kaap Passaro.
Er begon een grootse reorganisatie van de marine onder leiding van José Patiño en Zenón de Somodevilla. Het bevel over de nog steeds aparte vloten werd gecentraliseerd, er werden nieuwe scheepswerven geopend die zwaardere innovatieve oorlogsschepen bouwden en arsenalen om kannonnen en munitie te gieten. In 1732 heroverde de hernieuwde en veel sterkere marine Oran, en twee jaar later Sicilië en Zuid-Italië. In Havana was een grote basis gebouwd om de Amerikaanse kolonies te verdedigen. In 1741 werd een grote overwinning behaald op de Britten in de slag om Cartagena de Indias, in wat vandaag Colombia is. Een grootse Britse invasie werd afgeslagen en Spanje behield haar hegemonie in Zuid-Amerika tot begin 19e eeuw.

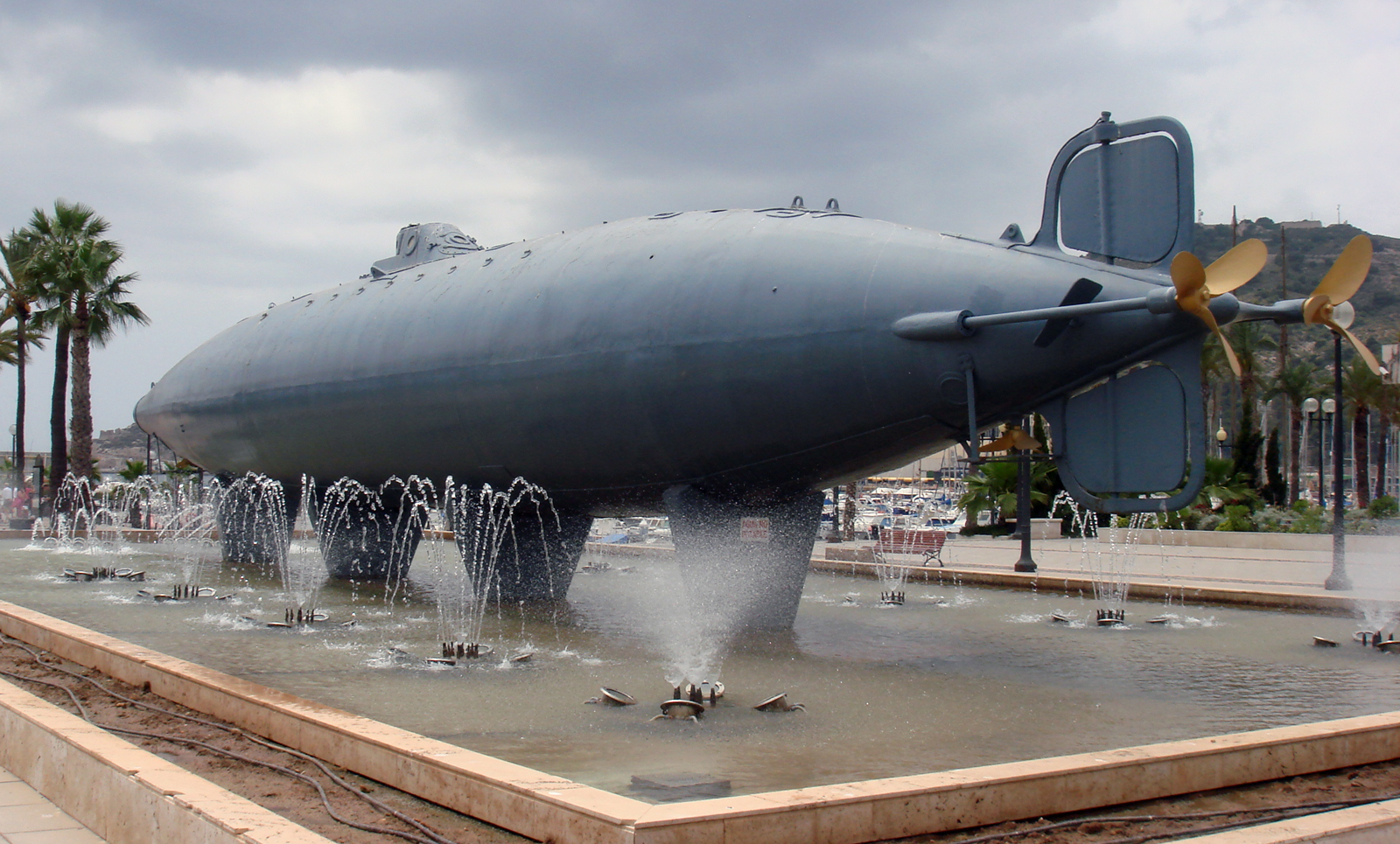
De Peral-duikbook als monument in Cartagena in 2007. Ontwikkeld door Isaac Peral voor de Spaanse marine, was het een van de eerste dieselelektrische duikboten. Hij werd in 1888 tewatergelaten, maar na twee jaar testen werd hij al uit dienst gehaald. Hij haalde 3 knopen en was uitgerust met een torpedobuis. Na een restauratie in 2013, werd hij tentoongesteld in het Marinemuseum van Cartagena.

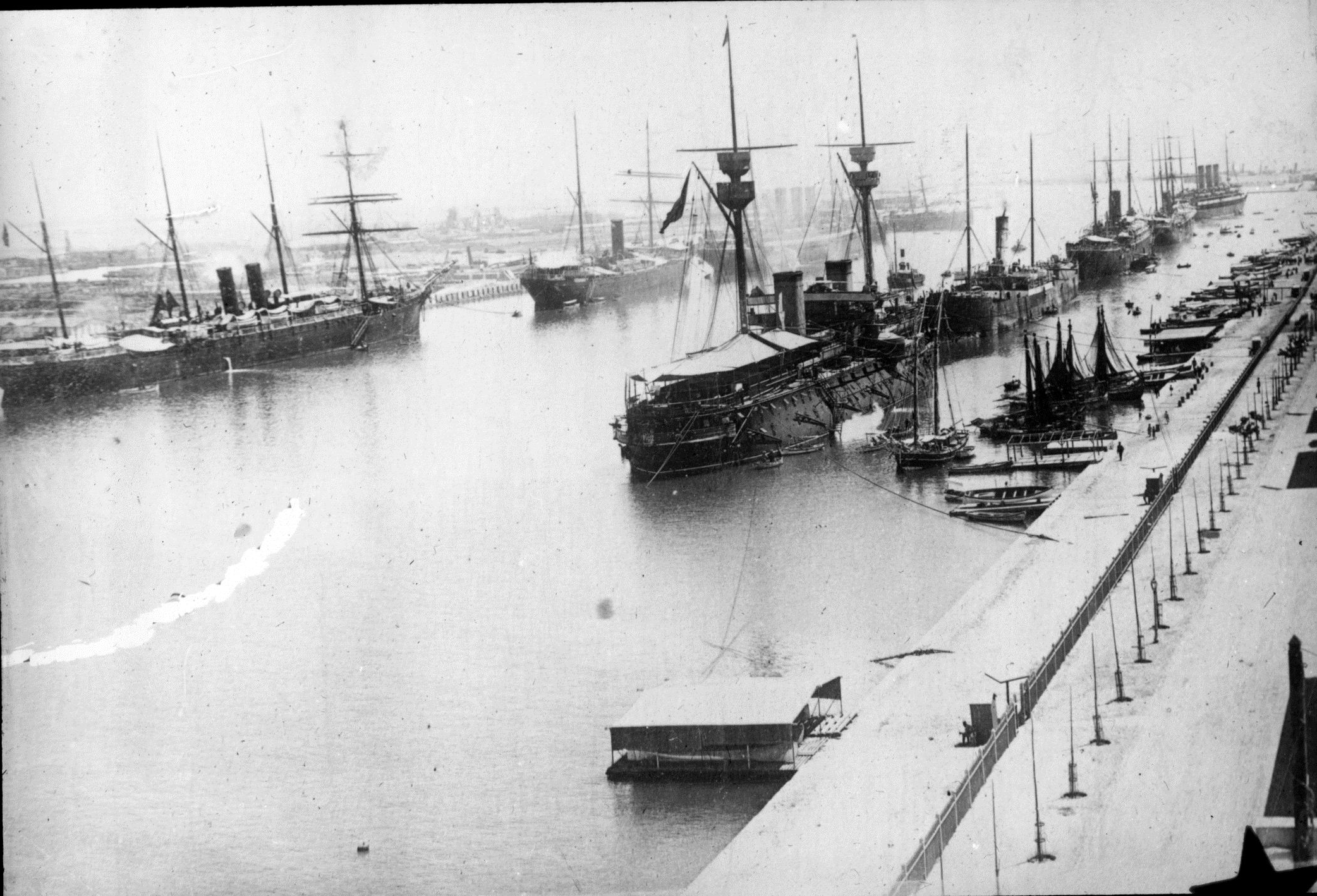
De Spaanse vloot in het Suezkanaal in 1898, met op de voorgrond het slagschip en vlaggenschip Pelayo. De Pelayo en de kruiser Carlos V waren de beste schepen van de Spaanse marine. Het eskader was op weg naar de Fillipijnen, maar werd teruggeroepen en kwam niet in actie.

### De teloorgang van het Spaanse Rijk
Tegen het einde van de Zevenjarige Oorlog vormde Spanje een bondgenootschap met Frankrijk tegen de Britten, die in 1762 Havana innamen. Daarmee gingen veel schepen, waaronder twaalf linieschepen, verloren. Kort daarna veroverden de Britten ook Manilla, en gingen weer 120 schepen verloren. Samen met de Franse en Nederlandse marines, bevoorraadde men Amerikaanse rebellen die voor onafhankelijkheid van Groot-Brittannië vochtten. Samen heroverden ze ook Menorca op de Britten. Een langdurig Beleg van Gibraltar mislukte echter faliekant.
De Zeeslag bij Trafalgar aan Franse zijde was een beslissende nederlaag. Groot-Brittannië beheerste nu de zeeën. Spanje raakte in conflict met Napoleon toen die zijn broer op de Spaanse troon zette. Tegen 1814 overwon men met Portugese en Britse hulp de Fransen. Na al die oorlogen stond Spanje nu echter zo zwak dat haar Amerikaanse koloniën zich een na een afscheurden. De Spaanse marine verloor daardoor haar belang en kromp gevoelig in.
In 1834 huurde de Spaanse marine haar eerste raderstoomboot, de Isabel II. In 1846 kocht men drie tweedehands stoomboten van Mexico. Er werd opnieuw flink geïnvesteerd in de marine en een eskader stoomboten gevormd in de Spaanse Fillipijnen. Tegen het einde van de 19e eeuw telde de marine een slagschip, 23 kruisers, 38 torpedoboten, ironclads, duizend officieren, 14.000 matrozen en 9000 mariniers in drie divisies in Cádiz, Ferrol en Cartagena.
In 1898 leidde de onafhankelijkheidsstrijd van Cuba tot een conflict met de Verenigde Staten, waarin het in economische en politieke crisis verkerende Spanje de laatste restanten van zijn rijk verloor. Bij de Slag in de Baai van Manilla ging het hele Spaanse eskader van inmiddels verouderde schepen daar verloren. Het eskader in Cuba lag ingesloten door een Amerikaanse blokkade, en werd gekelderd bij een uitbraakpoging door de veel sterkere Amerikaanse marine in de Slag bij Santiago de Cuba. Deze oorlog betekende het einde van de Spaanse marine als een wereldzeemacht.

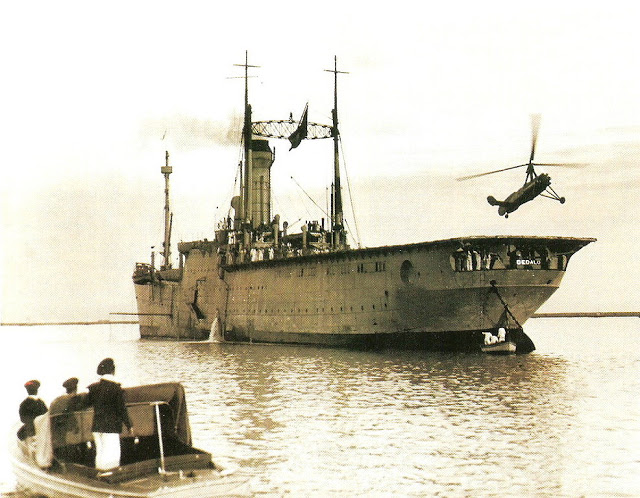
Het vliegdekmoederschip Dédalo in 1934. Het was een Duits stoomschip dat na de Eerste Wereldoorlog in beslag werd genomen en voorzien van een vliegdek. Tijdens de Rifoorlog ondersteunden watervliegtuigen vanaf de Dédalo de landing in Al Hoceima. Hier, in 1934, vertrok en landde voor het eerst in de geschiedenis een autogiro op een schip.

### De Rifoorlog en de burgeroorlog
Spanje bleef neutraal tijdens de Eerste Wereldoorlog en de marine beperkte zich tot het bewaken van de kust. Kort na de oorlog werd het eerste vliegtuigmoederschip verworven, de Dédalo, dat met watervliegtuigen opereerde. In die tijd was het land in de Rifoorlog verzeild in Spaans-Marokko. In 1925 vond tijdens die oorlog de eerste amfibische landing met tanks en ondersteuning door luchtbombardementen plaats bij Al Hoceima. De succesvolle landing leidde tot een Spaanse overwinning in de oorlog.
Ten tijde van de Tweede Spaanse Republiek en de Grote Depressie in de jaren 1930 wilde de regering flink besparen op de veel te grote ouderwetse marine die na het rampjaar 1898 was opgebouwd. Dat was zeer tegen de zin van de oudere officieren aan de top. Toen in 1936 de Spaanse Burgeroorlog uitbrak, was de marine diep verdeeld. Veel schepen werden gekaapt door hun bemanning en bleven loyaal aan de Republiek. Ze slaagden er echter niet in de Straat van Gibralatar te blokkeren, zodat de rebellen hun troepen in Noord-Afrika naar Spanje konden overbrengen. Tegen het einde van de oorlog waren twee kleine dreadnoughts, een zware kruiser, een torpedobootjager en een aantal duikboten en hulpschepen verloren gegaan in de gevechten tussen de Republiek en de rebellen. Uiteindelijk haalden de rebellen met aanzienlijke militaire steun van Duitsland, Italië en Portugal de bovenhand. Desondanks trad het Spanje van Francisco Franco niet toe tot de Asmogendheden en bleef tijdens de Tweede Wereldoorlog neutraal.

### De Koude Oorlog en de alliantie met de Verenigde Staten
Na de oorlog had het geïsoleerde Spanje geen toegang tot nieuwe buitenlandse technologie. Tot in de jaren 1950 bleef de marine met vooroorlogs materieel zitten. Toen bracht de Koude Oorlog hier verandering in. In 1953 werd een akkoord gesloten met de Verenigde Staten, dat Spanje economische en militaire steun toezegde in ruil voor bases op Spaans grondgebied. Het is in navolging van dat akkoord, dat de marinebasis in Rota werd gebouwd.

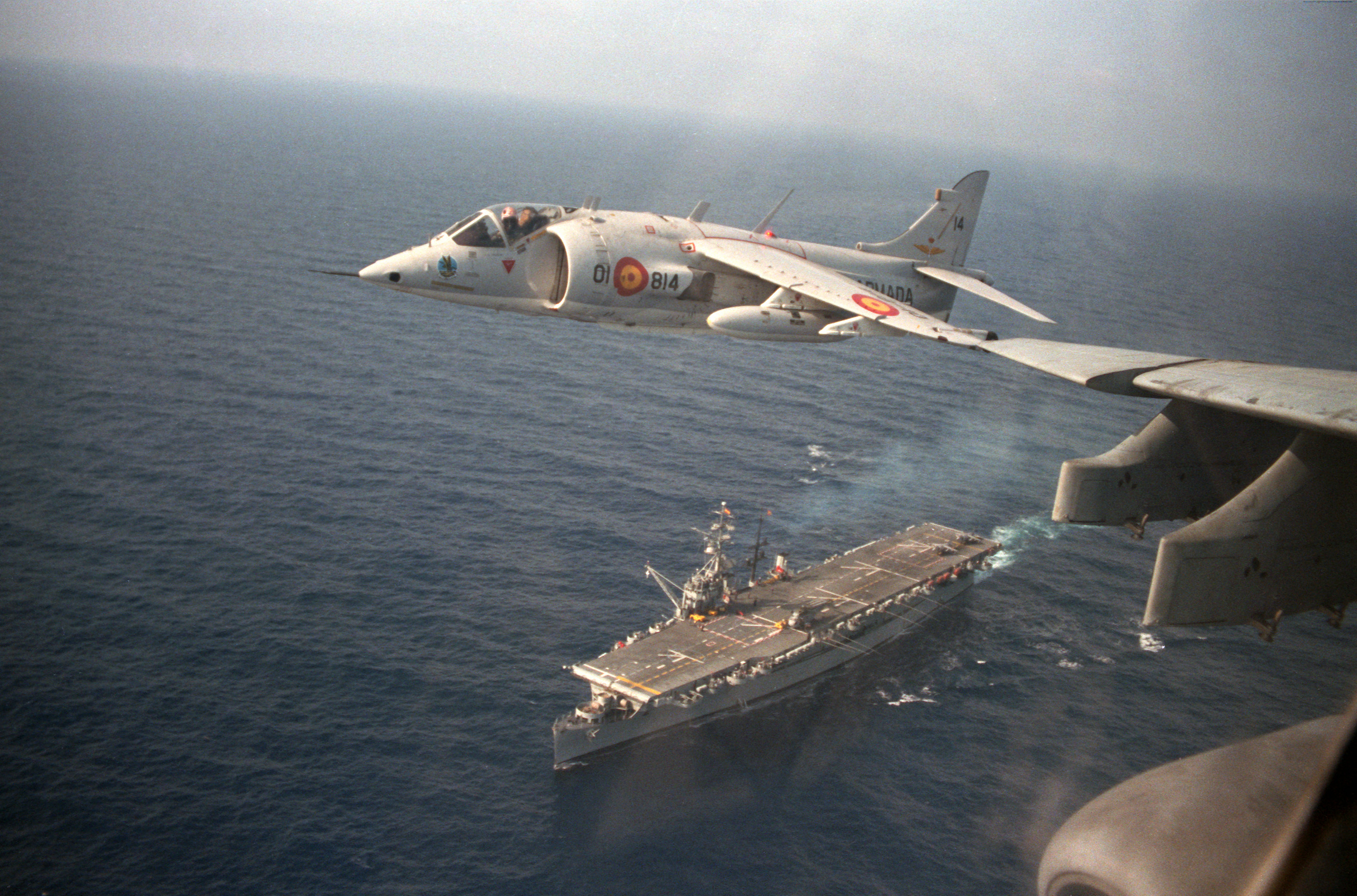
Een AV-8 Matador boven het lichte vliegdekschip Dédalo in 1988. Dit schip werd tijdens de Tweede Wereldoorlog gebouwd en diende in de Amerikaanse marine als de USS Cabot. In 1967 werd het uitgeleend en een paar jaar later verkocht aan Spanje, waar het eerst met helikopters opereerde en later een eskader VSTOL-gevechtsvliegtuigen kreeg. In 1988 werd het vervangen door de in Spanje gebouwde Principe de Asturias.

Ook het luchtwezen werd nieuw leven ingeblazen met de aankoop van drie Bell 47G-helikopters in 1954. De eerste ervaringen werden opgedaan op een sleepboot waarop een klein platform was geïnstalleerd en de Neptuno- en Júpiterklasse-mijnenleggers, die eveneens een klein platform kregen. Toen in 1957 grotere Sikorsky H-19's werden verworven, verhuisden de helikopters naar Rota, waar kon worden samengewerkt met de Amerikanen.
De Spaanse marine werd nu naar Amerikaans voorbeeld gestructureerd. In 1967 kocht men het uit de oorlog daterende lichte vliegdekschip USS Cabot over en nam het in dienst als de Dédalo. In de jaren 1970 werden vijf Balearesklasse-fregatten gebouwd op basis van de Amerikaanse Knoxklasse. Nog in die periode waren vier Daphnéklasse-onderzeeërs van Frans ontwerp en zes Descubiertaklasse-korvetten gebouwd. Ook werd het nieuwe vliegdekschip Principe de Asturias op stapel gezet, dat eveneens gebaseerd was op een Amerikaans ontwerp en aangepast voor de net aangekochte AV-8 Matador-VSTOL-gevechtsvliegtuigen, en de oude Dédalo moest vervangen.
Spanje werd in 1982 een NAVO-lidstaat. De hoofdmissie van de Spaanse marine was het bewaken van de Middellandse Zee ten westen van de Balearen, de Straat van Gibraltar en de Atlantische Oceaan tot aan de Canarische Eilanden. De marine was op dat moment sterk verouderd, met veel schepen die nog uit de jaren 1950 dateerden. Aldus werd een ambitieus bouwprogramma opgezet.
Er werden zes Santa Mariaklasse-fregatten gebouwd op basis van de Amerikaanse Oliver Hazard Perryklasse. De onderzeeërs werden opnieuw vervangen door een Frans type: vier Galernaklasse-onderzeeërs. In de jaren 1990 werd samen met Nederland de Galiciaklasse-amfibische transportschepen ontworpen. In de 21e eeuw werden vijf Álvaro de Bazánklasse-fregatten gebouwd met het Amerikaanse Aegis-volg- en vuurleidingsysteem. Er worden ook vier nieuwe onderzeeërs van eigen ontwerp gebouwd: de Isaac Peralklasse.

## Organisatie

### Structuur

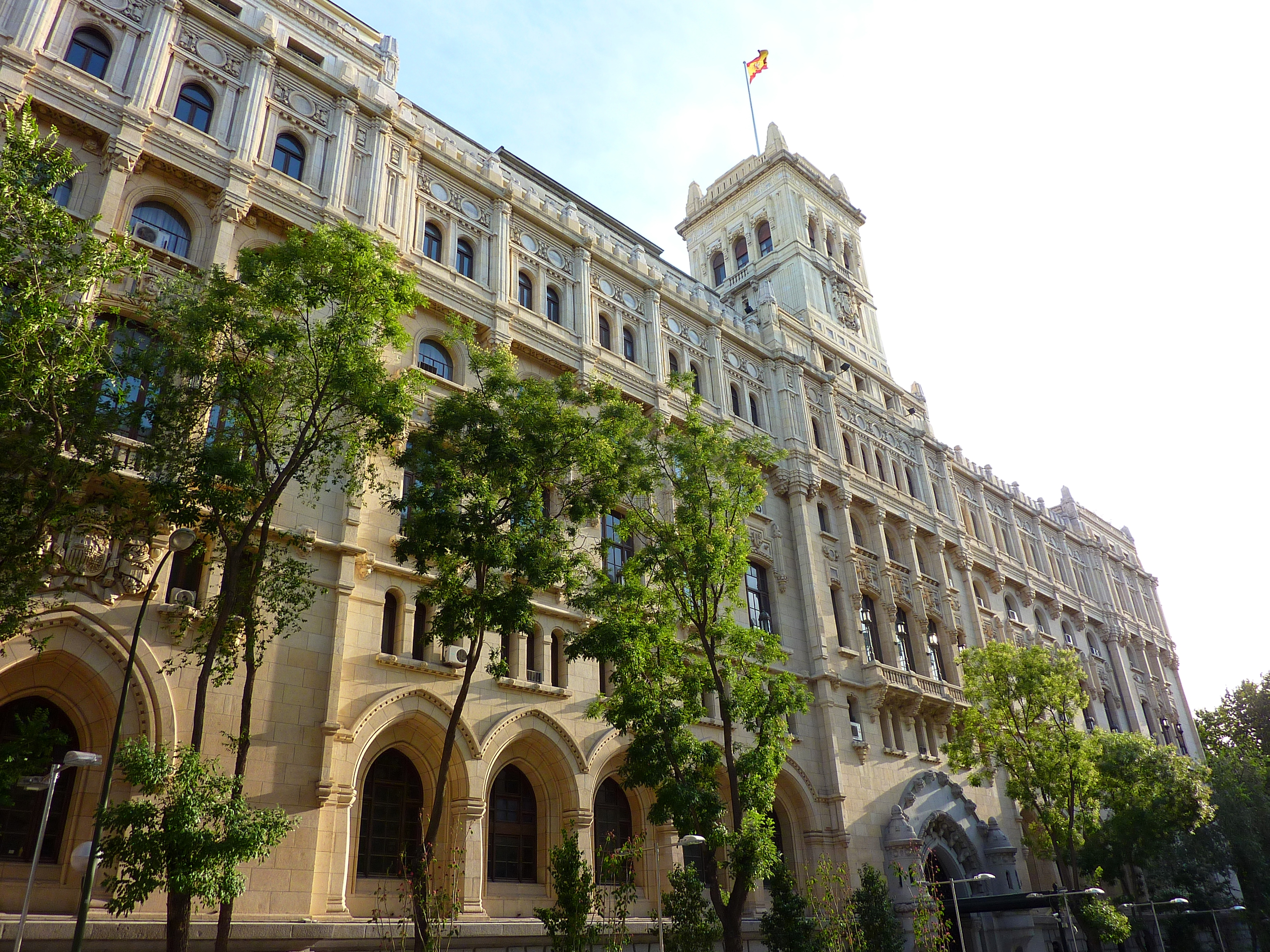
Het hoofdkwartier van de marine in Madrid, 2009.

Net als de land- en luchtmacht, heeft de marine een hoofdkwartier met daaronder de operationele eenheden ondersteund door een administratie, logistiek en opleidingseenheden. De Stafchef van de Marine is de hoogste in rang.
Het hoofdkwartier van de Marine bevindt zich in de hoofdstad Madrid. Hier zitten onder meer de Generale Staf en de juridische diensten.
De vloot staat onder bevel van een admiraal met hoofdkwartier op de marinebasis van Rota. De vloot bestaat uit verschillende onderdelen.
De Marineactiemacht omvat de grote oppervlakteschepen in twee actiegroepen. Groep 1 omvat de fregatten en de bevoorradingsschepen en heeft haar thuisbasis in Ferrol. Groep 2 omvat de amfibische transportschepen en heeft haar thuisbasis in Rota.
De Maritieme Actiemacht omvat de patrouille-, onderzoeks- en opleidingsschepen en de mijnenvegers. De eenheden zijn verspreid over Cádiz, Ferrol, Cartagena, Las Palmas en Porto Pi (Palma). Ook het Duikcentrum van de Marine in Cartagena valt er onder.
Het Marinierskorps heeft haar hoofdkwartier in Cádiz. De speciale eenheden zitten in Cartagena. Een companie ervan behoort tot de Koninklijke Wacht. Het Spaanse marinierskorps telt circa 11.500 manschappen en is een van de oudste marinierskorps in de wereld.
Het flottielje onderzeeërs heeft zijn thuisbasis in Cartagena. Het luchtvaartflottielje heeft haar basis in Rota.

### Marinebases

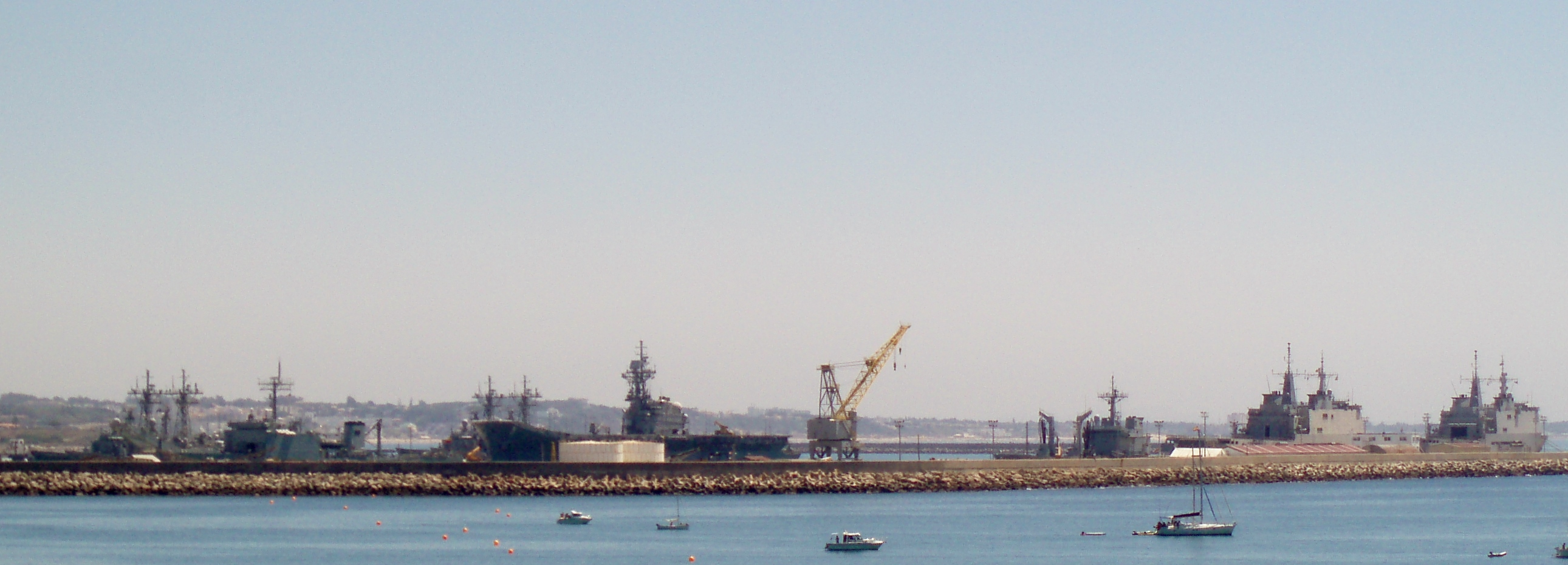
Spaanse marineschepen in Rota, 2008.

Spanje heeft drie grote bases op het vasteland en twee op de Spaanse eilanden:
- Rota in de zuidelijke regio Andalusië. Deze basis wordt sinds 1955 gedeeld met de Amerikaanse marine.
- Ferrol in de noordwestelijke regio Galicië.
- Cartagena in de zuidoostelijke regio Murcia.
- Maó op het eiland Menorca van de Balearen.
- Las Palmas de Gran Canaria op het eiland Gran Canaria van de Canarische Eilanden.

Steunpunten en overige locaties:

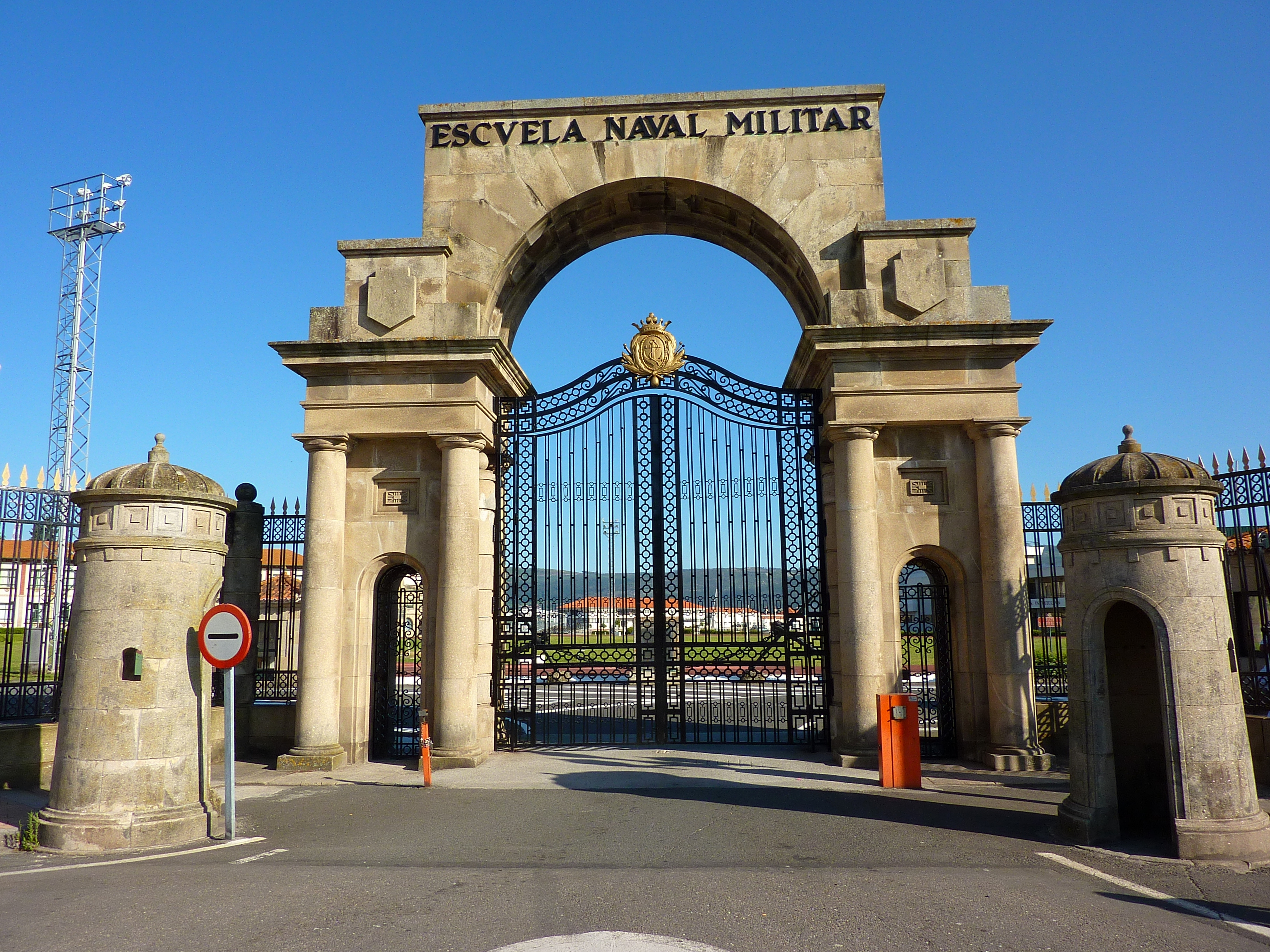
De ingang van de marineacademie in Marín, 2009.

- Huelva, Ayamonte, Málaga, Almería, Sevilla, Algeciras, Cádiz en San Fernando in de zuidelijke regio Andalusië. In Sevilla bevindt zich ook een klein maritiem museum. Het Hydrografisch Instituut van de Marine is in Cádiz gevestigd.
- Marín aan de westkust in de regio Galicië. Hier bevindt zich de marineacademie.
- Gijón in de noordelijke regio Asturië.
- Santander in de noordelijke regio Cantabrië.
- San Sebastián en Bilbao in het noordelijke Baskenland.
- Barcelona en Tarragona in de noordoostelijke regio Catalonië.
- Alicante, Castellón de la Plana en Valencia in de oostelijke regio Valencia.
- Viso del Marqués in de binnenlandse regio Castilië-La Mancha. Hier bevindt zich een administratief centrum.
- Ceuta en Melilla, de Spaanse exclaves aan de noordkust van Marokko.
- Palma de Mallorca en Ibiza op de Balearen.
- Puerto del Rosario, Arrecife, Santa Cruz de Tenerife, Santa Cruz de La Palma, San Sebastián de La Gomera en El Hierro op de Canarische Eilanden.

## Inventaris

### Scheepsklassen en schepen
De schepen van volgende klassen vormen de slagkracht van de marine:
- Juan Carlos I-landing-platform-dok (LPD) en het vlaggenschip – 26.800 ton, sinds 2010 in dienst in Rota. Sinds het vliegdekschip Principe de Asturias om budgettaire uit dienst werd genomen, opereren de VSTOL-gevechtsvliegtuigen vanaf dit schip. Het beschikt daarvoor over een vliegdek van 202 meter met schans. Verder heeft het een intern dok voor vier landingsvaartuigen en een hangar/garage over twee dekken.
- Galiciaklasse-landing-helikopter-dok (LHD) – 2 schepen van 12.800 ton, in 1998 en 2000 in dienst genomen. Beide hebben hun thuisbasis in Rota. Deze schepen hebben achteraan een vliegdek voor helikopers, een intern dok voor landingsvaartuigen en een garage waar tot 33 gevechtstanks in passen. De Zr.Ms. Rotterdam van de Nederlandse marine is op hetzelfde ontwerp gebaseerd.
- Álvaro de Bazánklasse-luchtverdedigingsfregat – 5 schepen van 5800 ton, tussen 2002 en 2012 in dienst genomen in Ferrol. Het zijn in feite torpedobootjagers, uitgerust met het Amerikaanse aegis-gevechtssysteem.
- Santa Mariaklasse-fregat – 6 schepen van 4100 ton, tussen 1986 en 1994 in dienst genomen in Rota. Het type is gebaseerd op de Amerikaanse Oliver Hazard Perryklasse. Ze worden vanaf 2023 vervangen door de F110-klasse.
- dieselelektrische Galernaklasse-aanvalsonderzeeër – 3 van oorspronkelijk 4 boten van 1740 ton, tussen 1983 en 1985 in dienst genomen en gebouwd naar Frans ontwerp. Ze hebben hun thuishaven in Cartagena. De tweede boot is in 2012 uit financiële overwegingen uit dienst genomen. Ze worden vanaf 2022 vervangen door de Isaac Peralklasse (S-80 Plus).
- Seguraklasse-mijnenveger – 6 schepen van 585 ton, tussen 1999 en 2005 in dienst genomen. Ze zijn gebaseerd op de Britse Sandownklasse.
- LCM-1E-klasse-landingsvaartuigen – 14 boten van 108 ton, in 2006-08 in dienst genomen. Ze opereren vanuit het intern dok van de LHD's, en kunnen tot 56 ton aan land brengen.

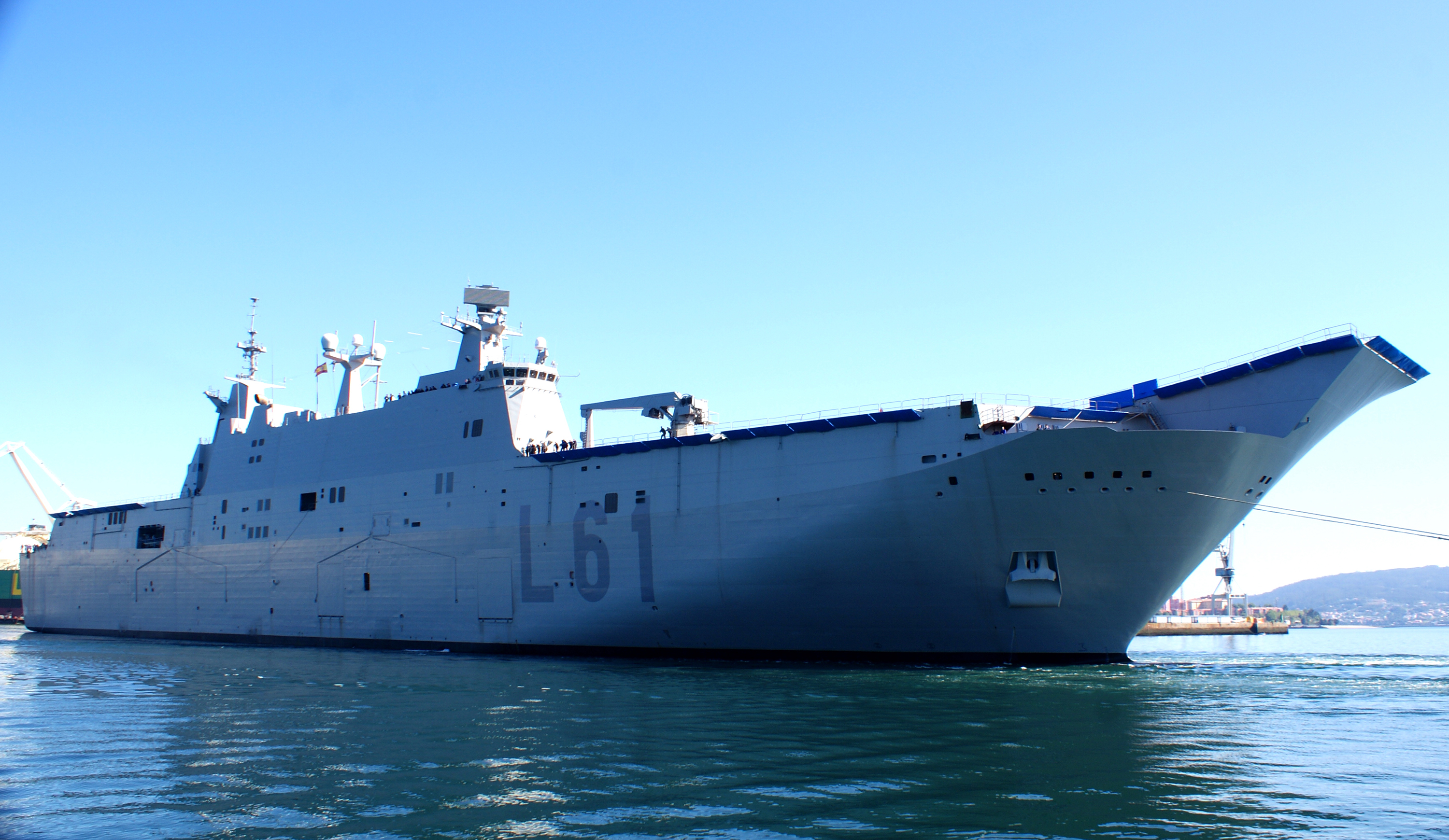
Juan Carlos I, 2009.
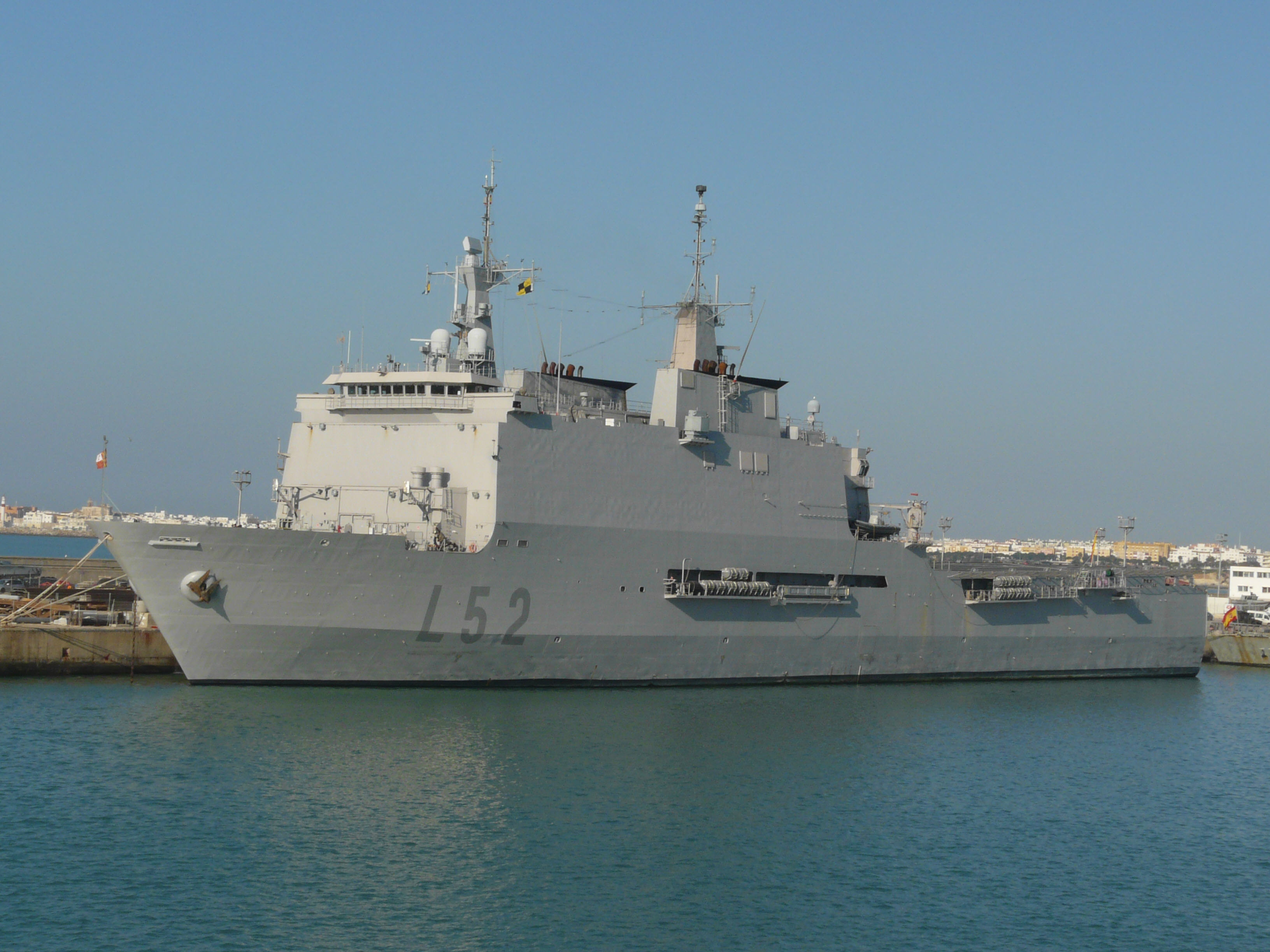
Castilla, Galiciaklasse, Rota, 2009.
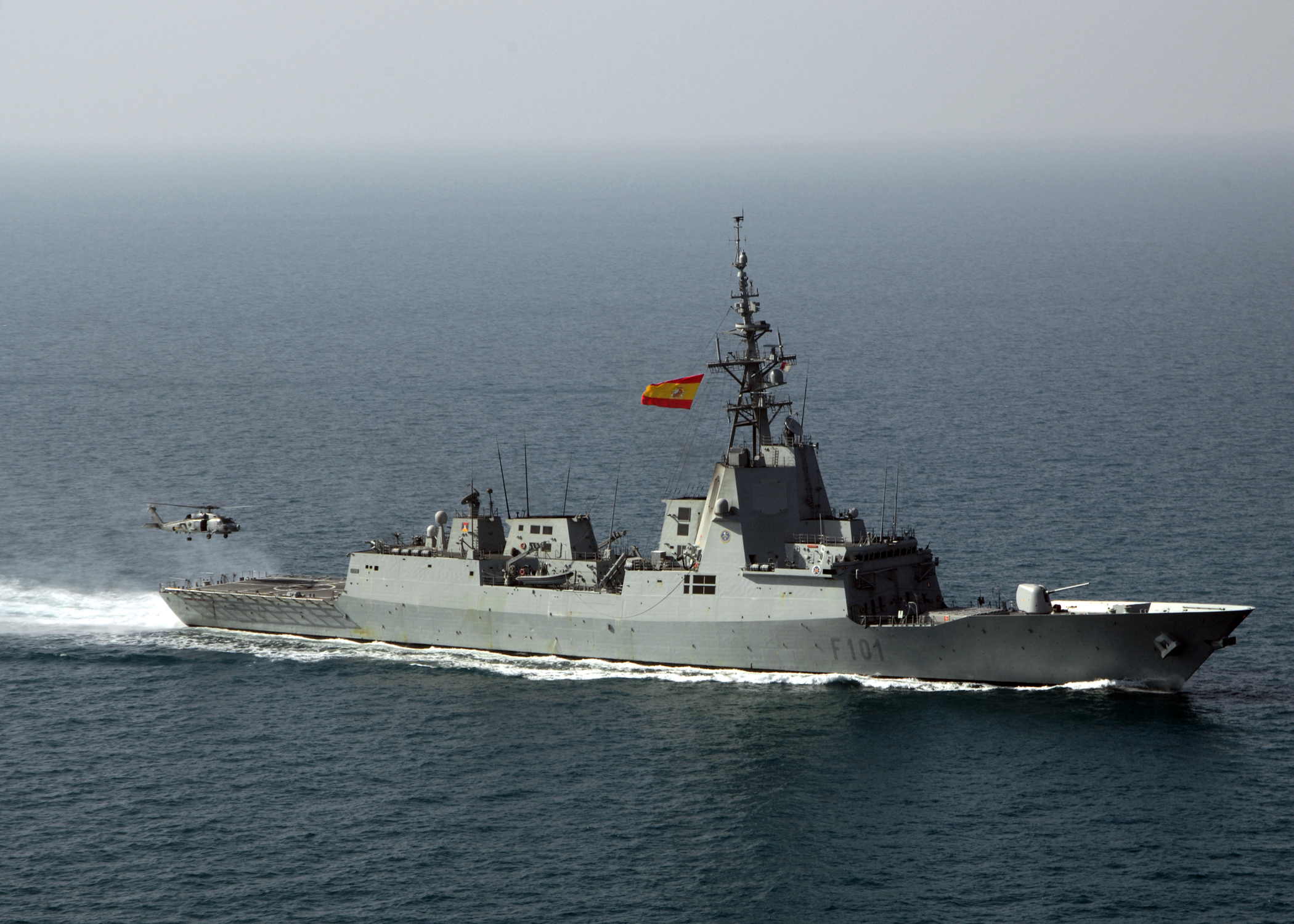
Álvaro de Bazán, 2005.
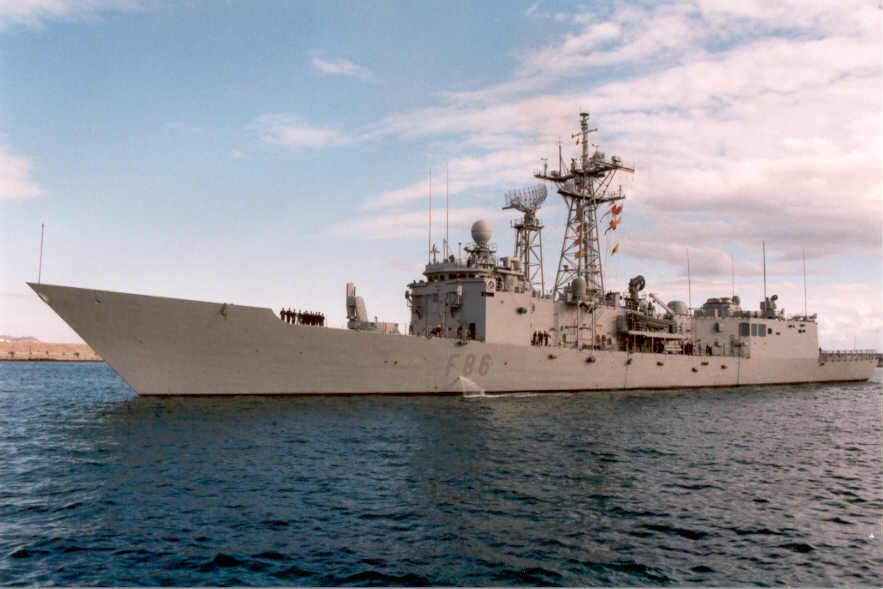
Canarias, Santa Mariaklasse.
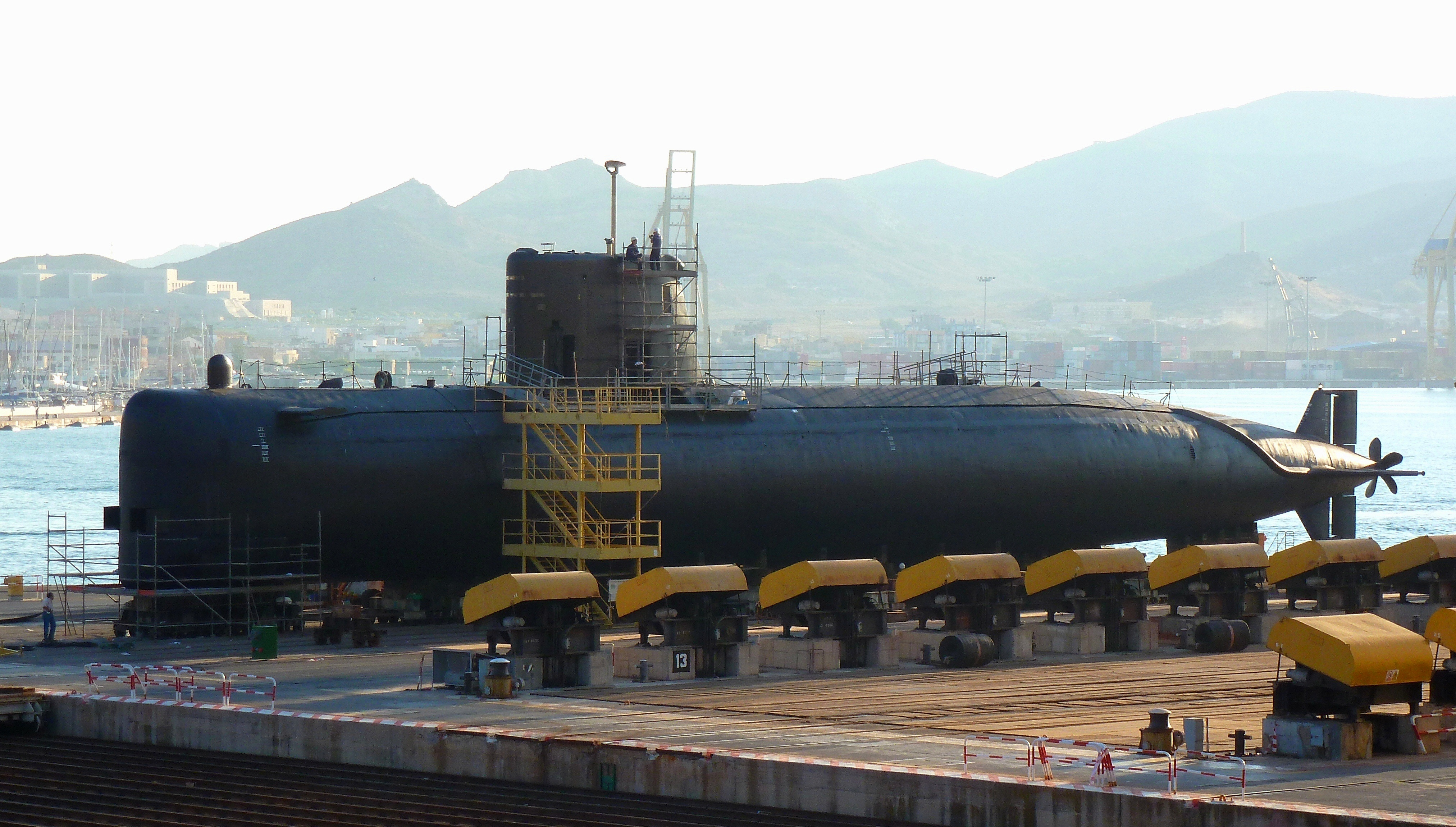
Mistral, Galernaklasse, 2011.
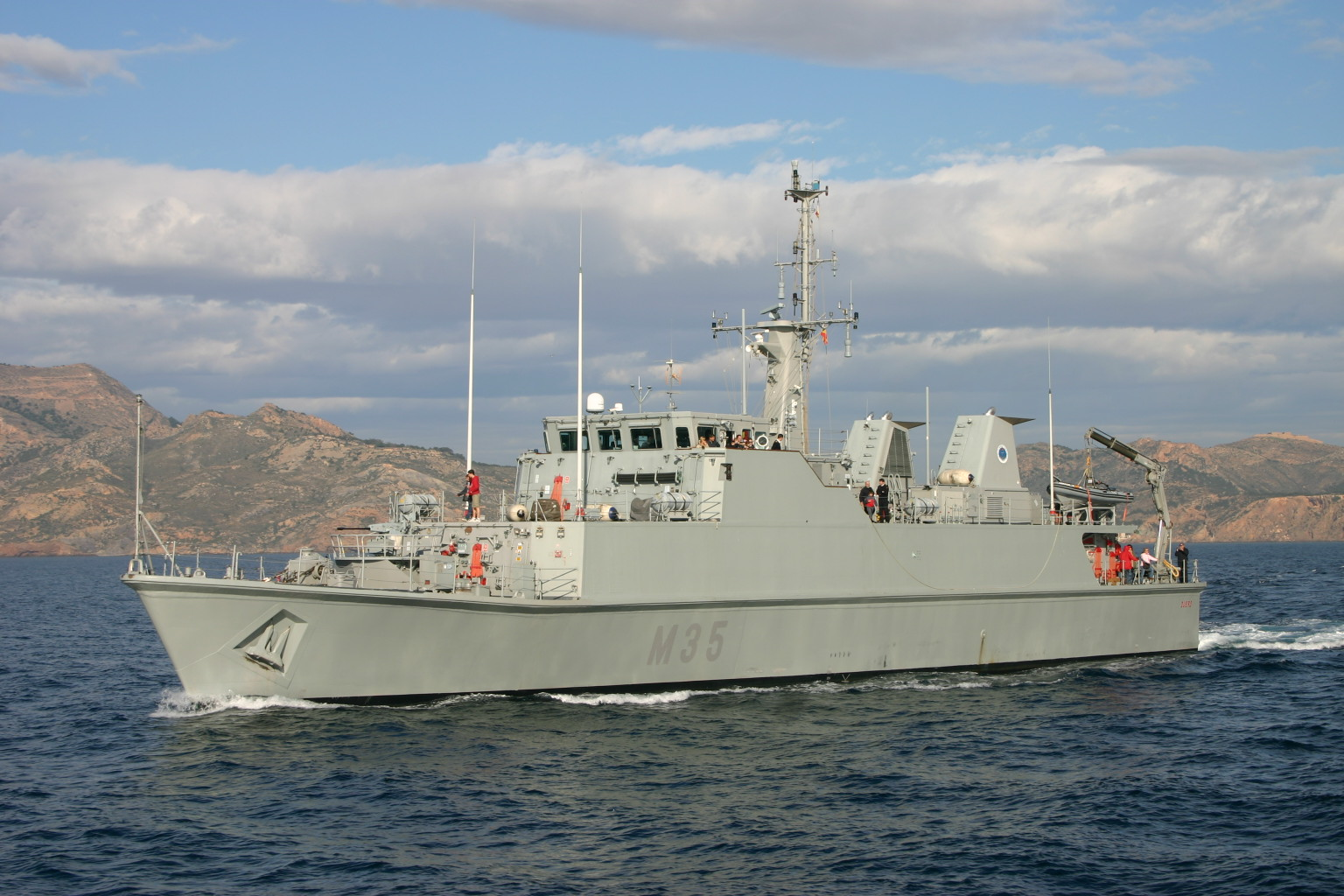
Duero, Seguraklasse, 2006.
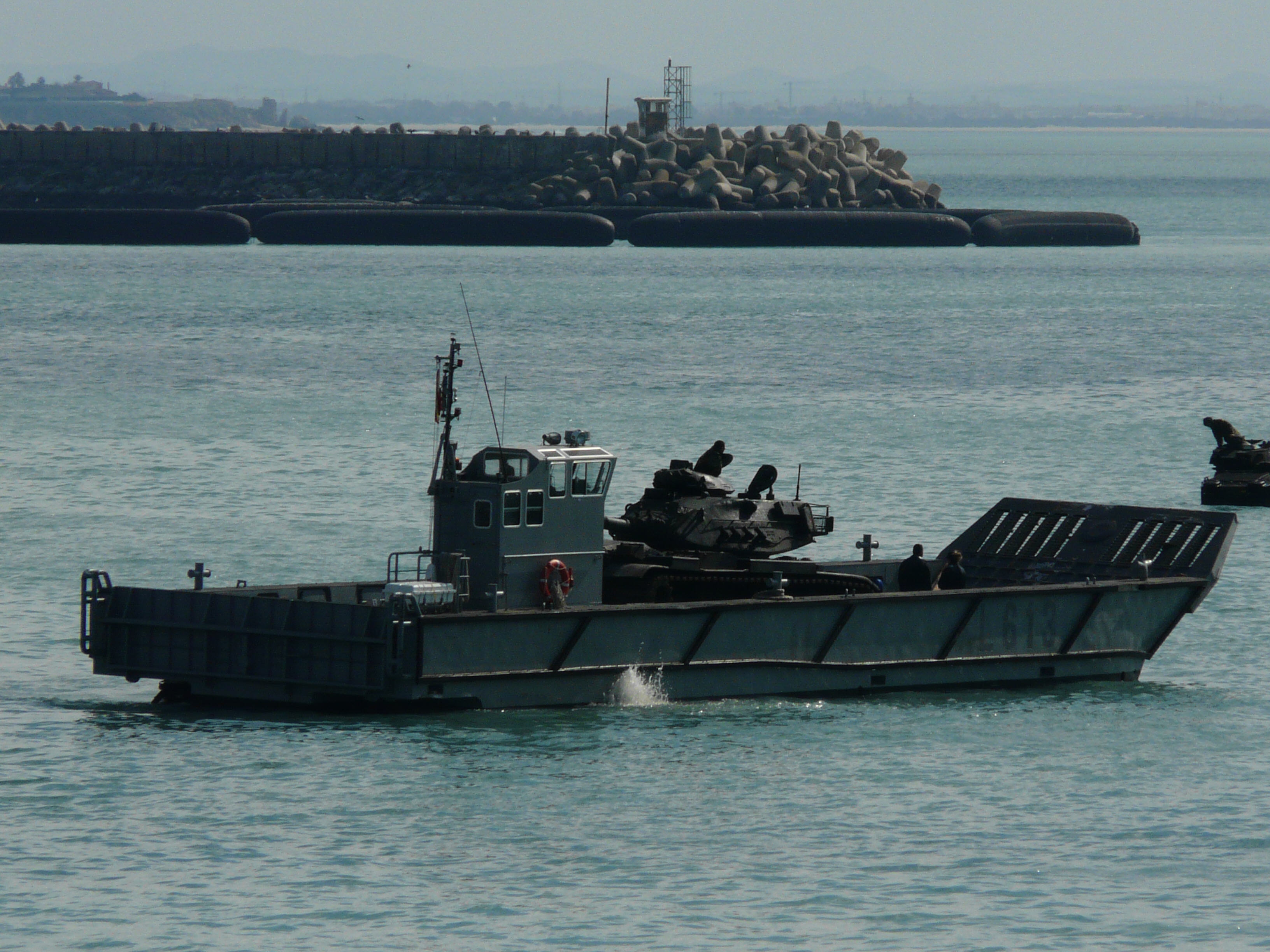
L-613, LCM-1E-klasse, 2009.

Men beschik ook over een scala aan patrouilleschepen:
- Meteoroklasse-zeepatrouilleschip – 6 schepen van 2840 ton, tussen 2011 en 2019 in dienst genomen. Ze hebben hun thuishaven in Las Palmas en Cartagena.
- Chilreuklasse-zeepatrouilleschip – 3 van oorspronkelijk 4 schepen van 1816-1964 ton. Ze worden voornamelijk ingezet voor de bewaking, inspectie en ondersteuning van de vissersvloot vanuit Cartagena.
- Descubiertaklasse-korvet – 2 schepen van 1640 ton, in 1980 in dienst genomen in Cartagena. Ze zijn gebaseerd op de Portugese João Coutinhoklasse.
- Serviolaklasse-kustpatrouilleschip – 4 schepen van 1147 ton, in 1991-92 in dienst genomen. Ze hebben hun thuishaven in Ferrol en Puntales.
- Anagaklasse-patrouilleboten – 3 van oorspronkelijk 10 boten van 319 ton, in 1980-82 in dienst genomen. Hun vervanging door de Meteoroklasse is gaande. Ze bewaken de kust, ondersteunen de visserij en worden ingezet bij reddingsacties.
- Torallaklasse-patrouilleboten – 2 boten van 102 ton, in 1987 en 1988 in dienst genomen. Ze bewaken Spanjes EEZ vanuit Cartagena.
- Cabo Fredera-patrouilleboot – 28 ton, in 1963 in dienst genomen.
- Aresaklasse-kustpatrouilleboten – 2 van oorspronkelijk 23 boten van 21 ton, tussen 1978 en 1980 in dienst genomen. Toen in 1992 de Maritieme Dienst van de Guardia Civil veel van het patrouillewerk overnam, werden velen uit dienst genomen.

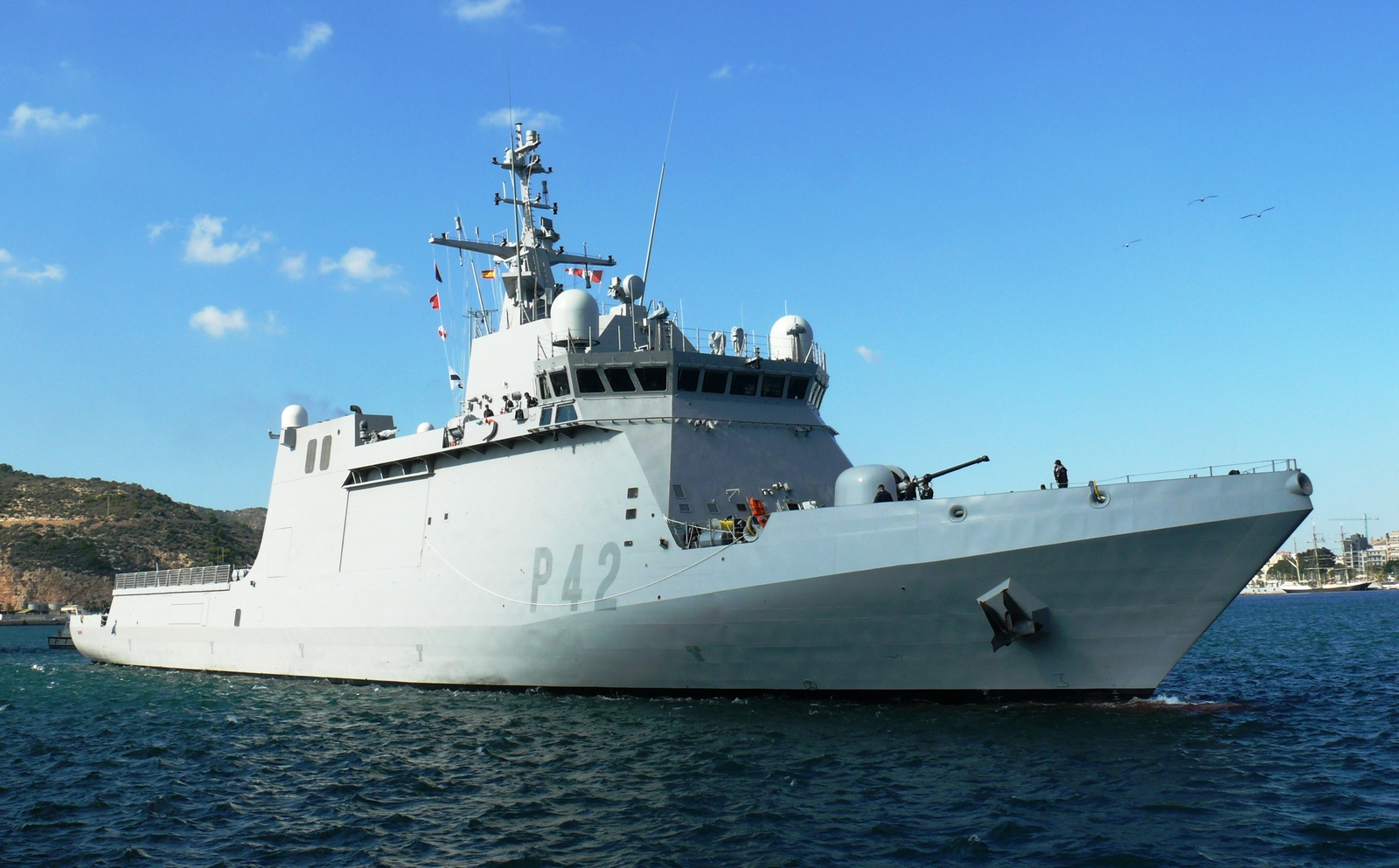
Rayo, Meteoroklasse, 2011.
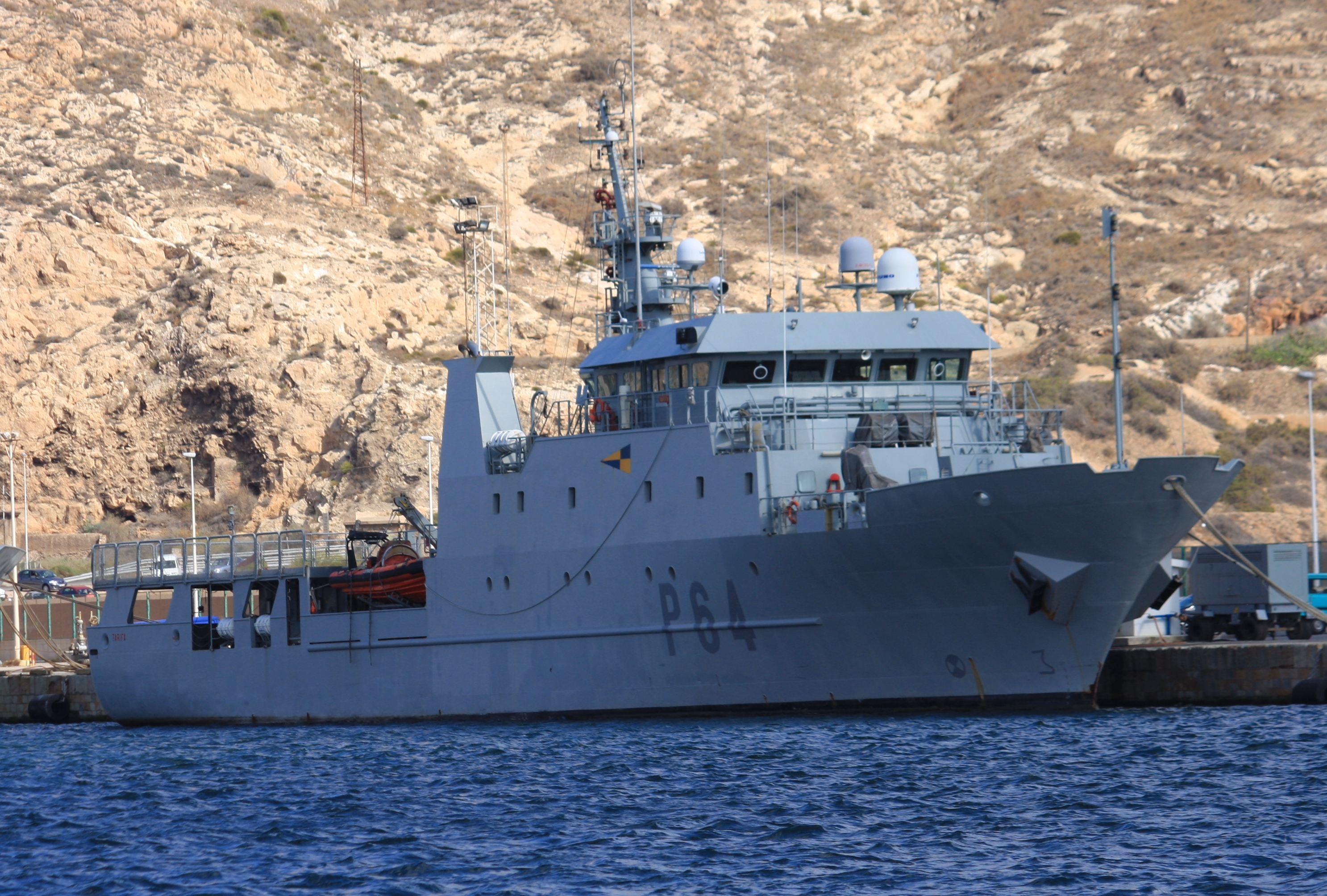
Tarifa, Chilreuklasse, 2013.
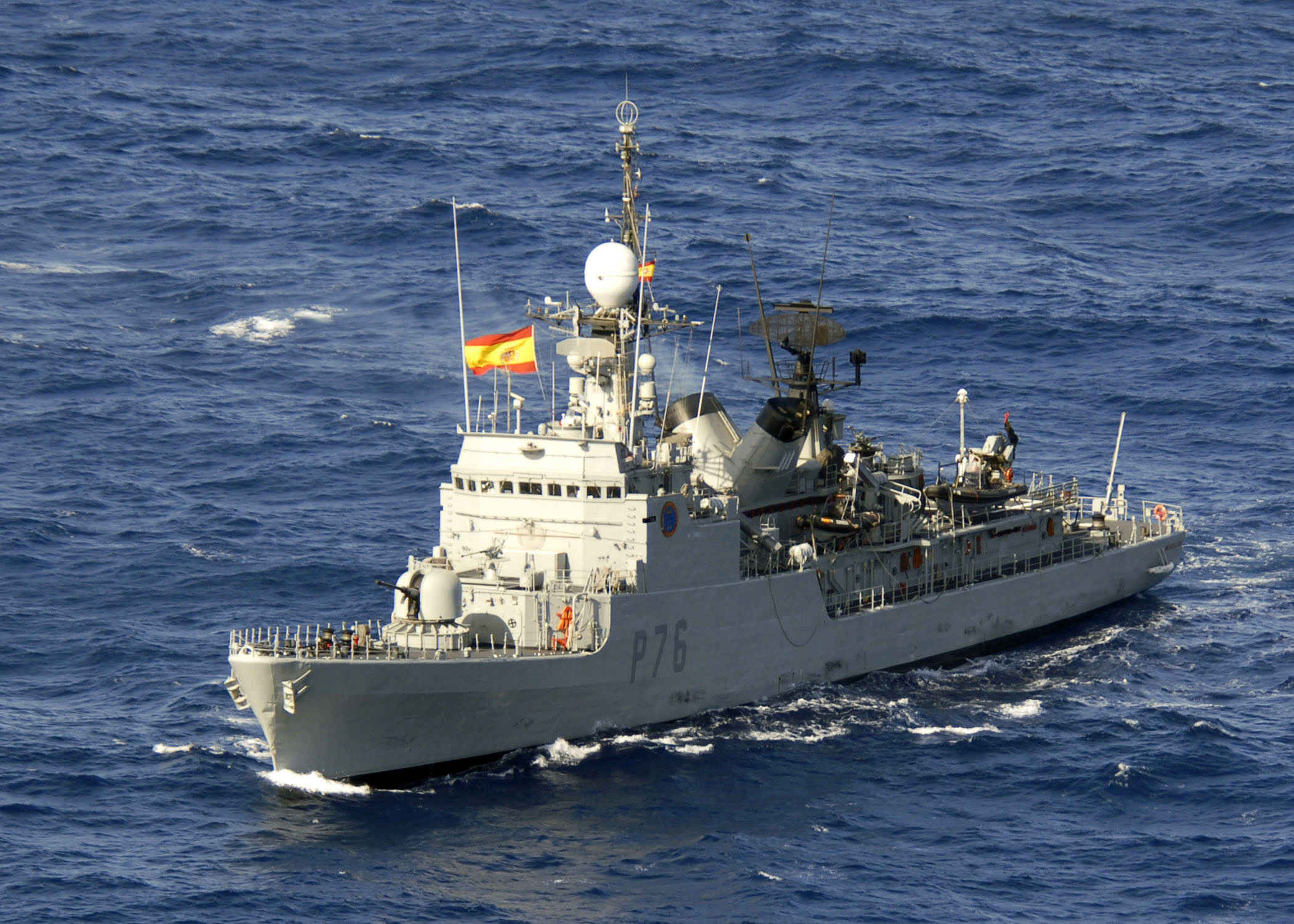
Infanta Elena, Descubiertaklasse, 2008.
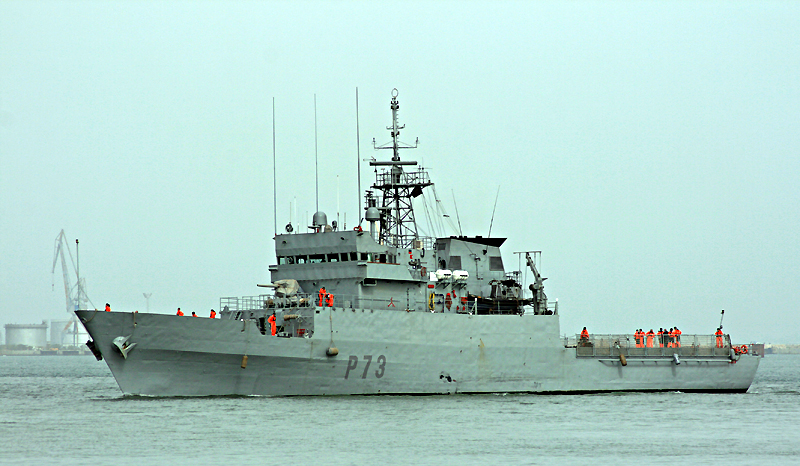
Vigía, Serviolaklasse, 2008.
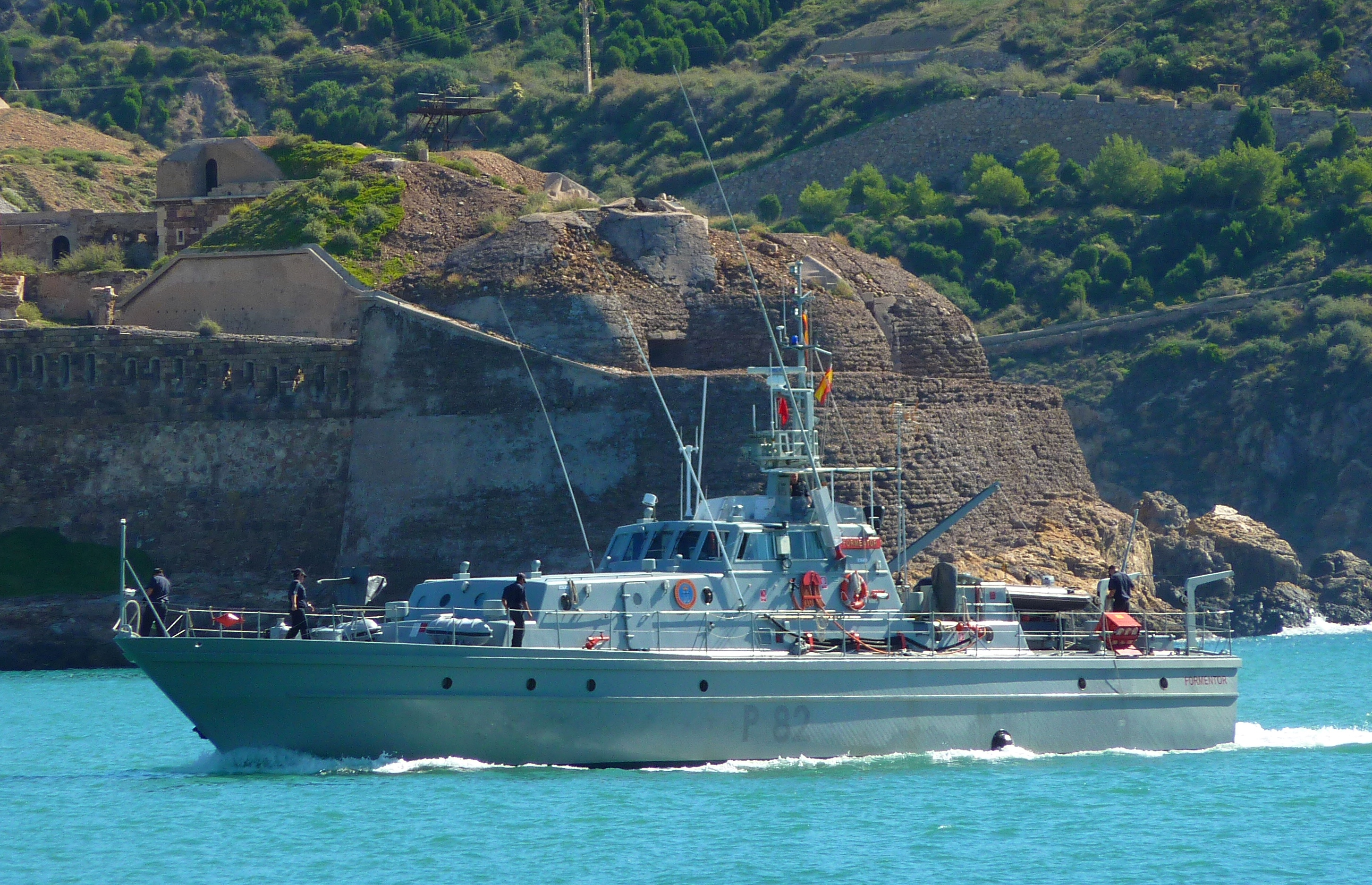
Formentor, Torallaklasse, 2009.
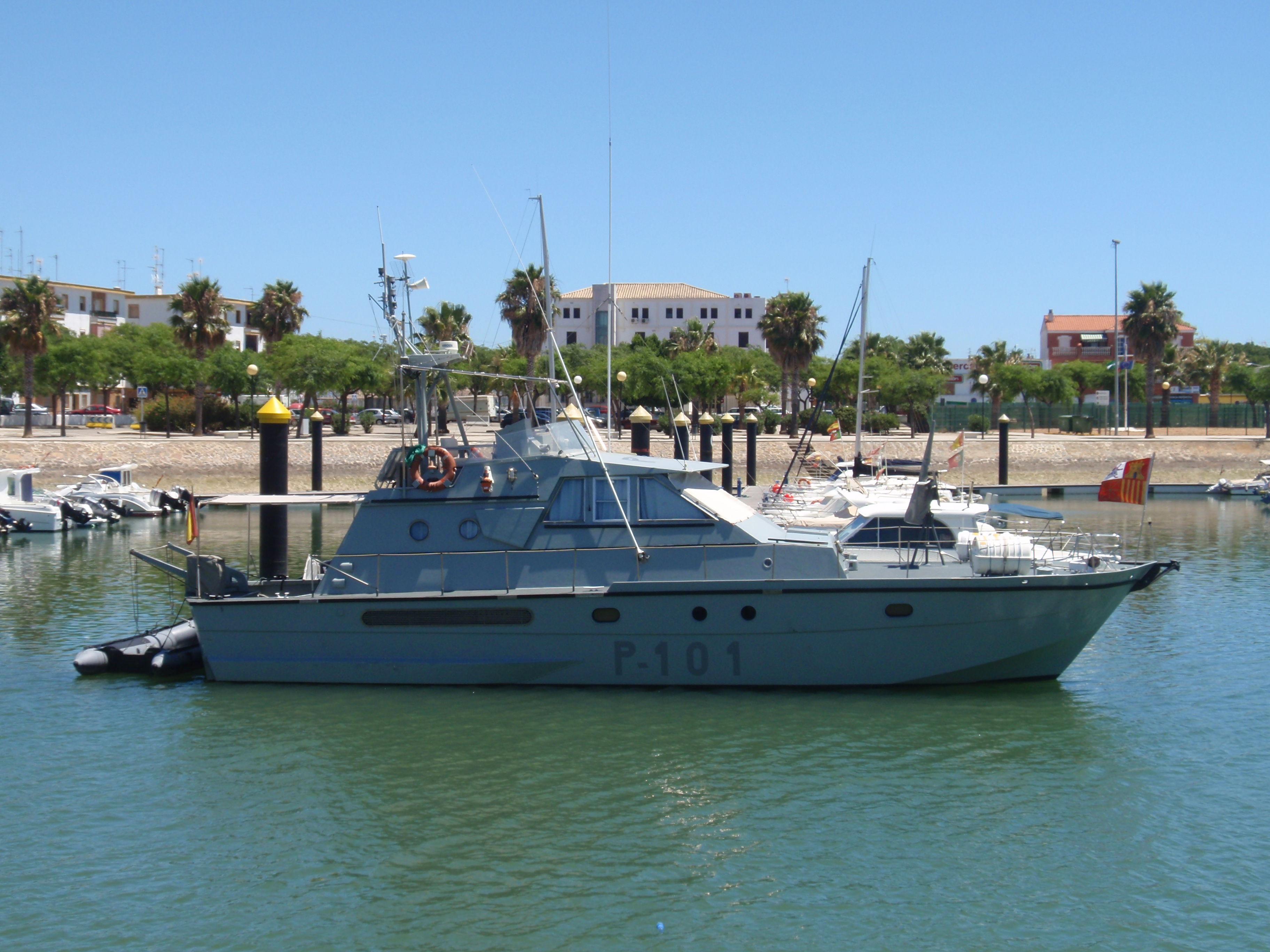
Ayamonte, Aresaklasse, 2009.

Daarnaast zijn er een aantal ondersteuningsschepen:
- Cantabria: bevoorradingsschip – 19.500 ton, in 2010 in dienst genomen. Het kan twee Sea Kings of drie AB-212's meenemen en is ook uitgerust met tien ziekenhuisbedden en een operatiekamer.
- Patiño: bevoorradingsschip – 17.050 ton, in 1995 in dienst genomen. Het heeft gewoonlijk drie Sea Kings aan boord. Het type is in samenwerking met de Nederlandse marine ontworpen, die tot 2014 het zusterschip Zr.Ms. Amsterdam in dienst had.
- Contramaestre Casado: licht transportschip – 4965 ton, in 1982 in dienst genomen. Het is in 1951 gebouwd in Zweden en was oorspronkelijk een koopvaardijschip.
- Martín Posadillo: roll-on-roll-offschip – 2300 ton, in 2000 in dienst genomen toen de transportschepen van het leger werden overgeheveld naar de marine. Het is in 1973 gebouwd en in 1982 verkocht aan het Spaanse leger.
- Alerta: inlichtingenschip en elektronische oorlogvoering – 2292 ton, in 1992 overgenomen van Duitsland.
- Neptuno: ondersteunings- en reddingsschip voor onderzeeërs – 1860 ton, in 1975 in dienst genomen.
- Amatistaklasse-sleepboot – 1 boot van 1860 ton, in 1988 in dienst genomen.
- Punta Amerklasse-sleepboot – 1 boot van 664 ton, in 1987 in dienst genomen.

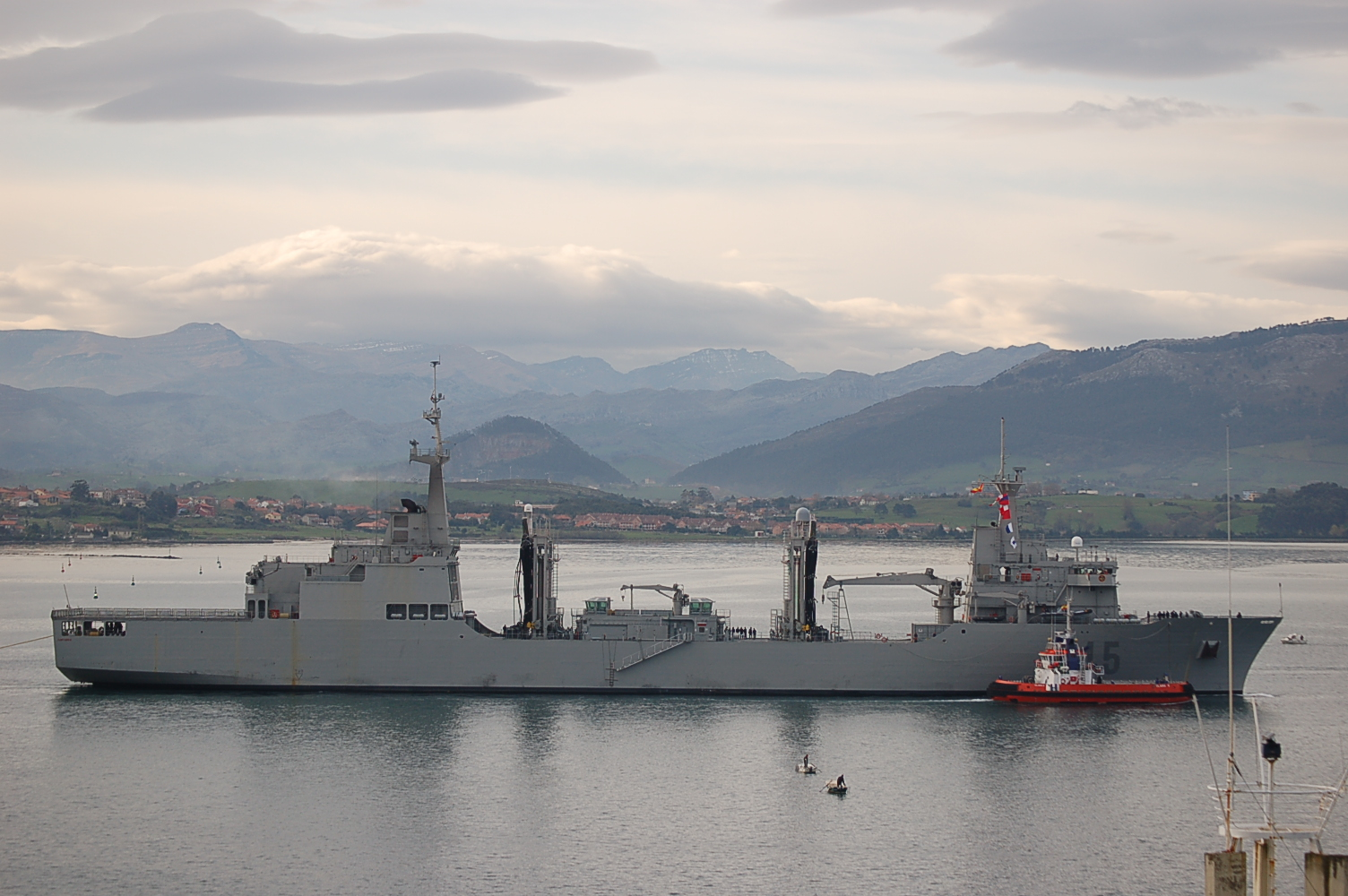
Cantabria, 2011.
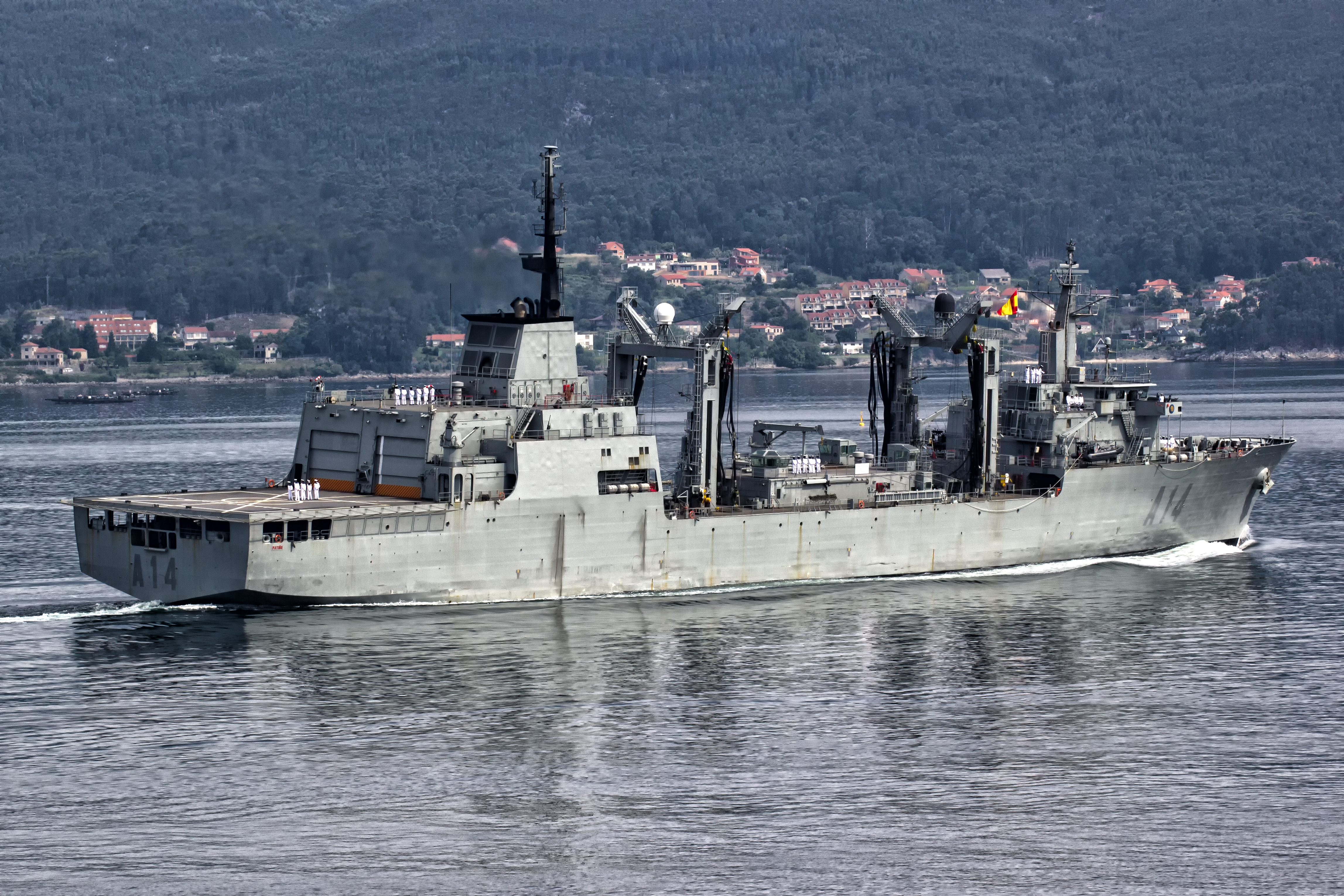
Patiño, 2017.
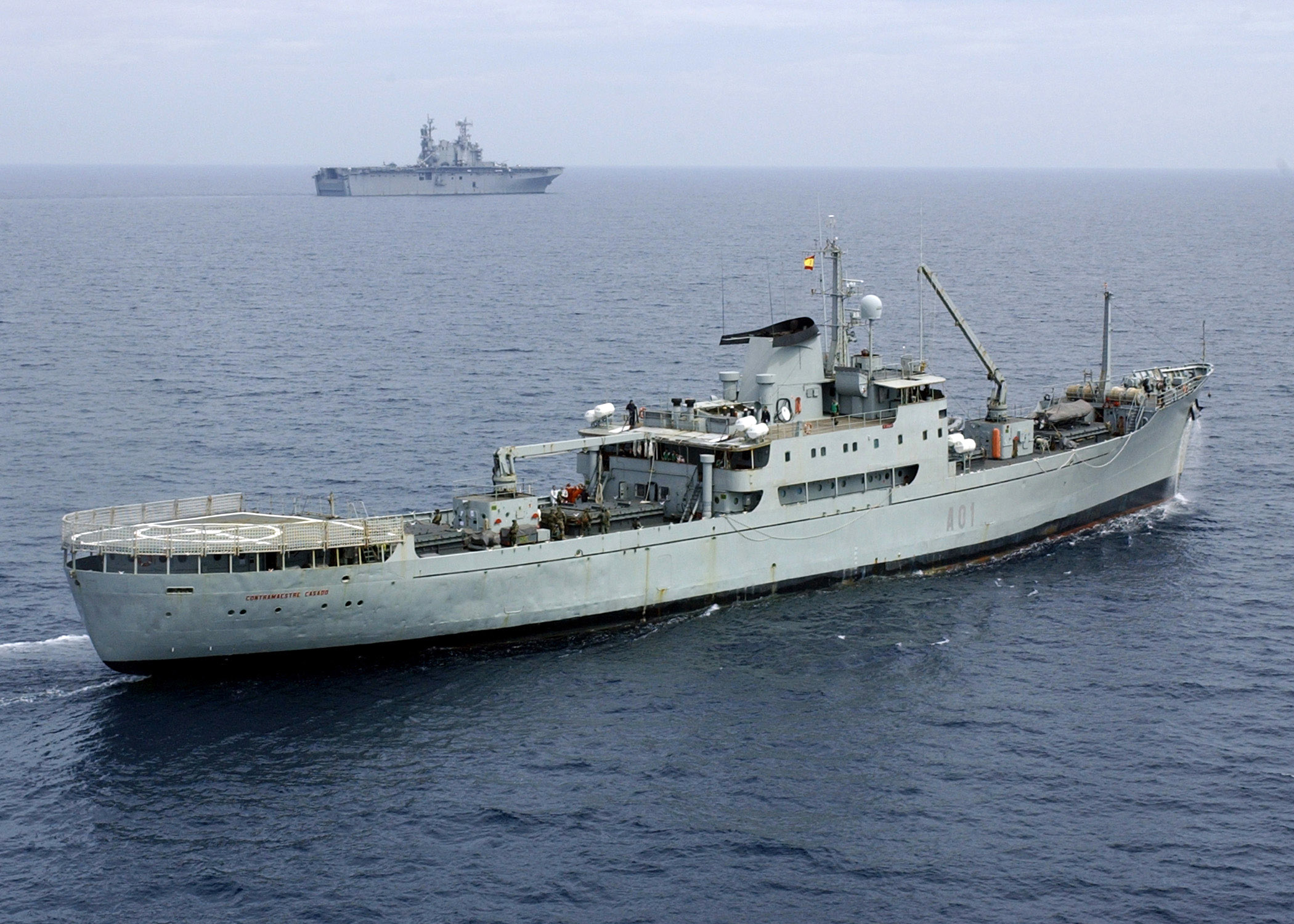
Contramaestre Casado, 2007.
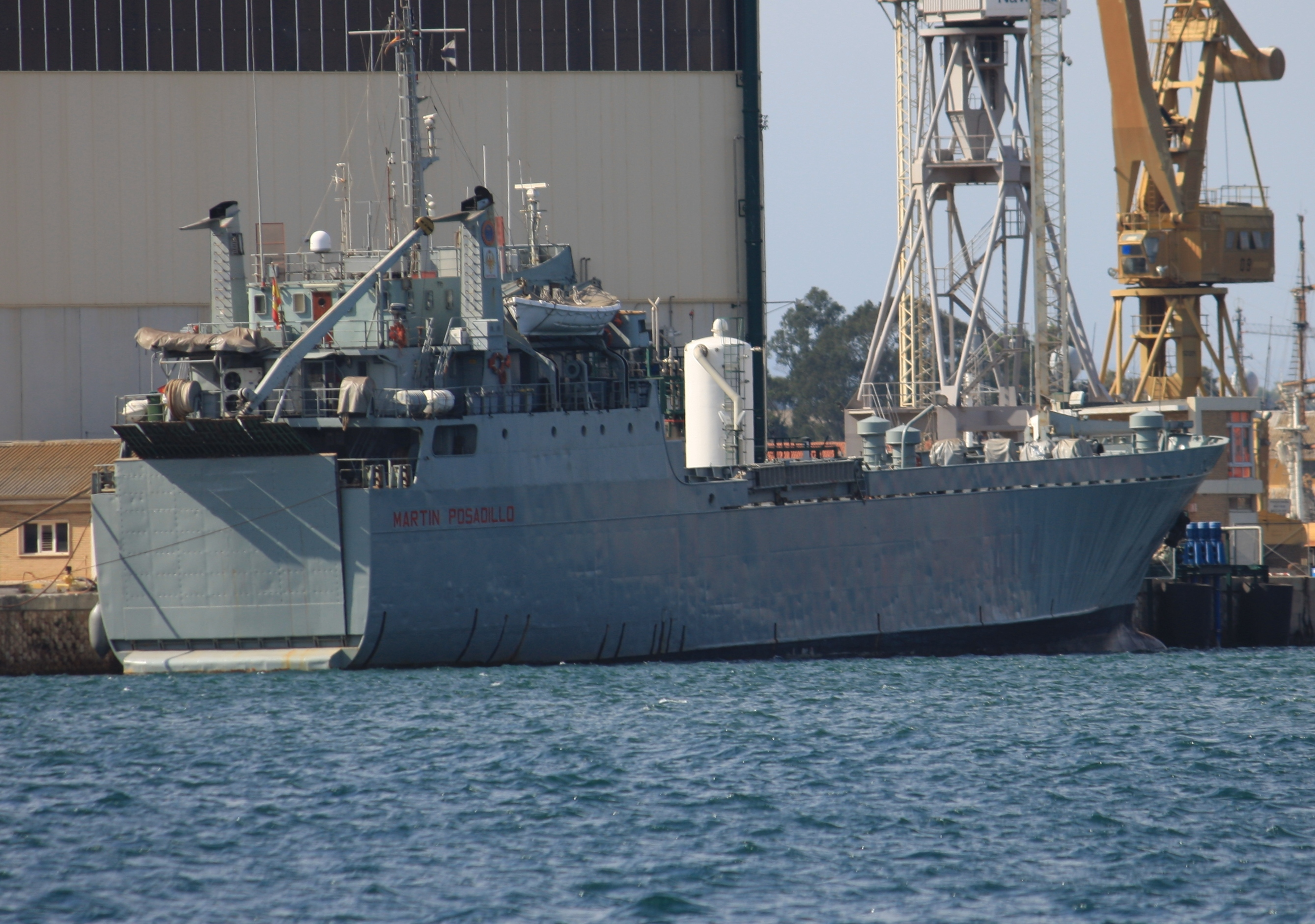
Martín Posadillo, 2013.
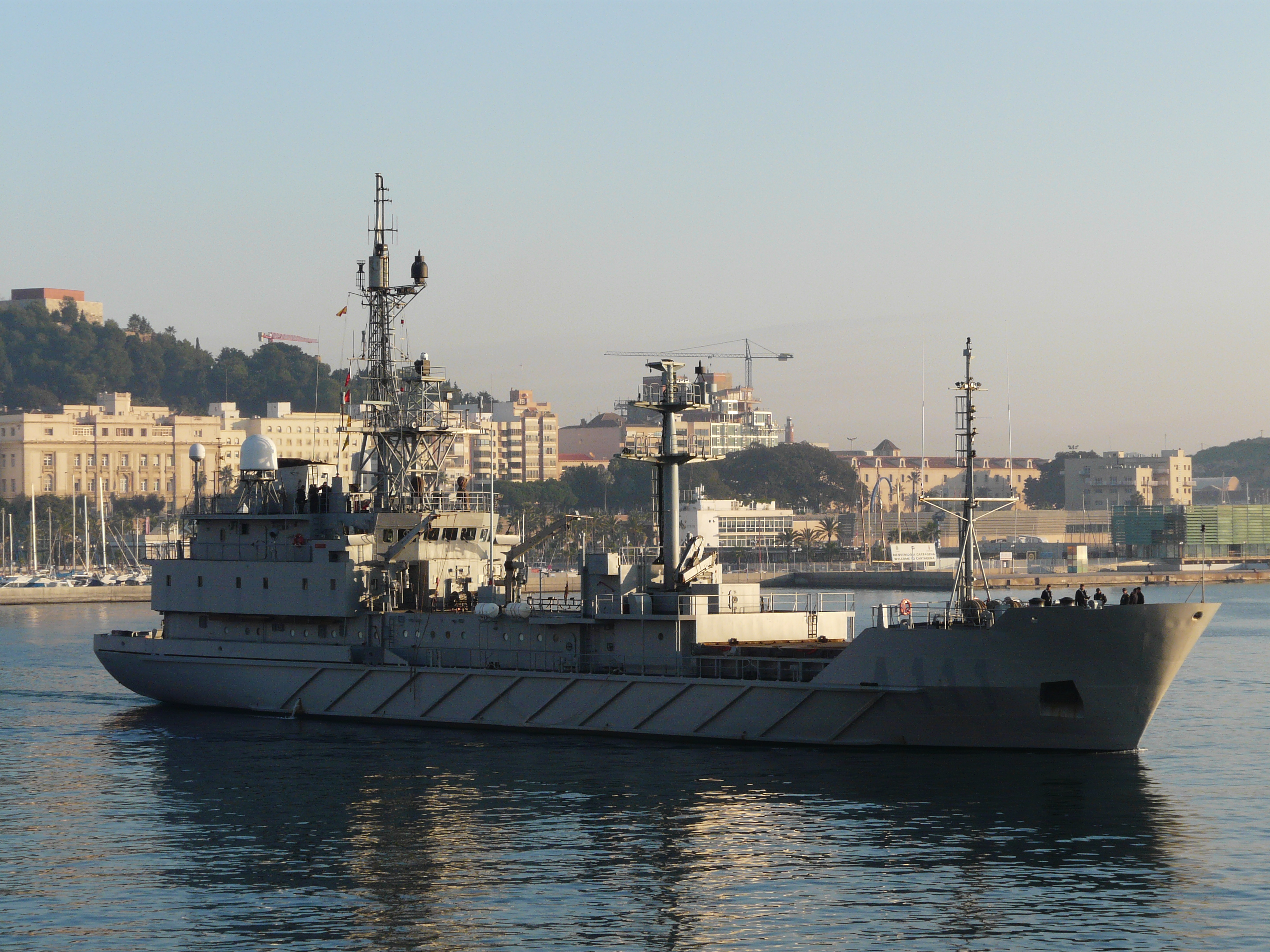
Alerta, 2008.
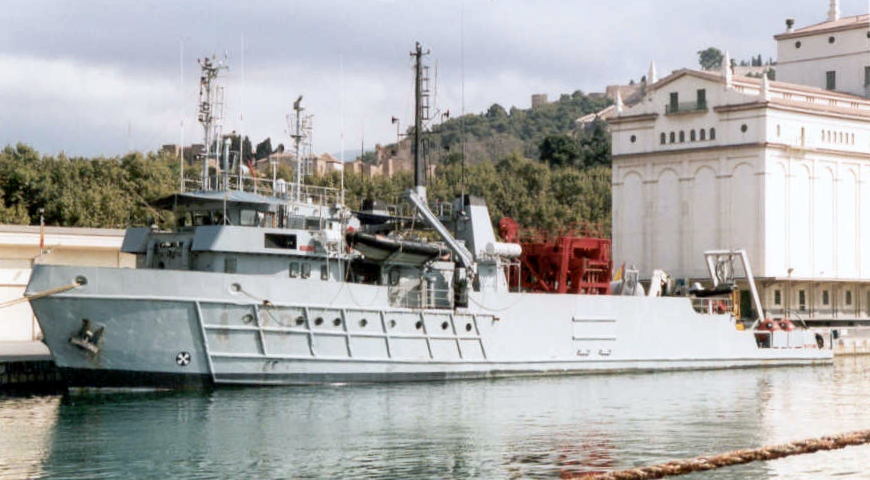
Neptuno, 2012.

Kadetten worden opgeleid op volgende grotere schepen:
- Juan Sebastián Elcano: viermast-barkentijn – 3671 ton, in 1928 in dienst genomen. Het is een zusterschip van het Chileense opleidingsschip Esmeralda. Het heeft zijn thuishaven in San Fernando.
- Intermares: schip van 1390 ton, sinds 2018 in dienst in Ferrol. Het is gebouwd voor het Ministerie van Landbouw, Visserij en Voedselvoorziening ten behoeve van de visserij. Sinds 2018 is het in mede-eigendom van de marine en wordt het gebruik van het schip gedeeld.

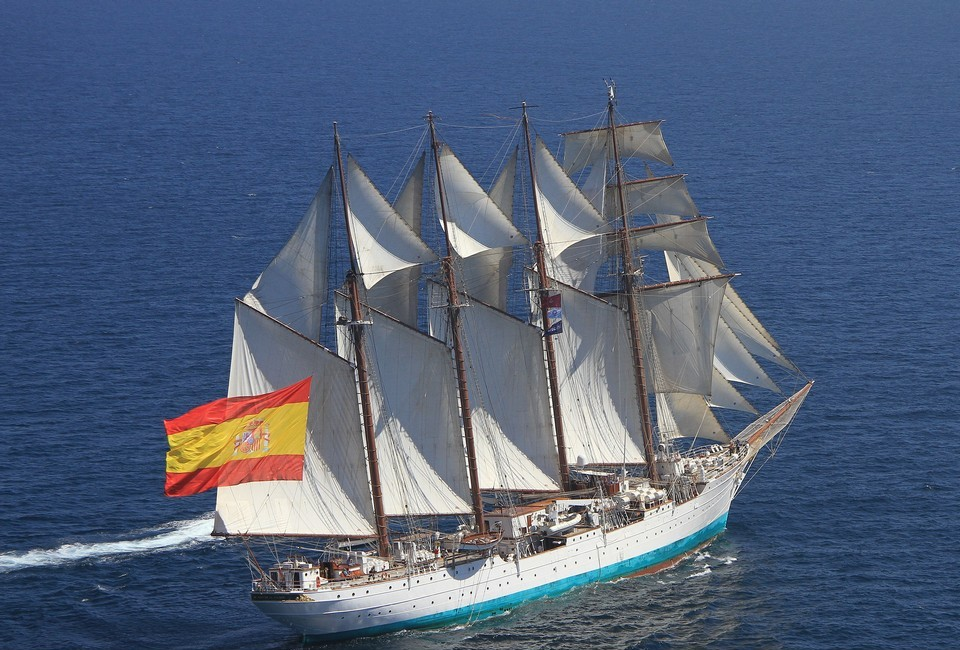
Juan Sebastián Elcano, 2013.
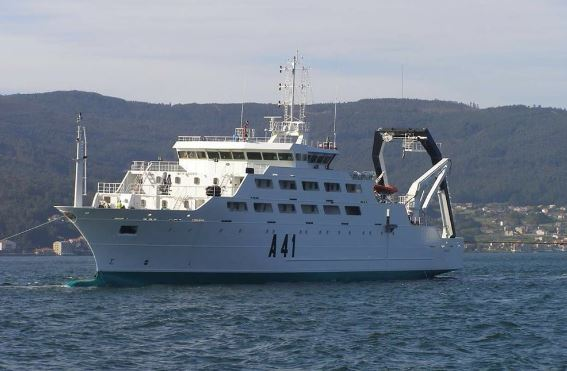
Intermares, 2018.

De marine opereert daarnaast ook nog een aantal onderzoeksschepen:
- Hespérides: oceanografisch onderzoeksschip – 2800 ton, in 1991 in dienst genomen. Het vaart voornamelijk op de onderzoeksstations op Antarctica, en is daarom voorzien van een versterkte romp.
- Las Palmas: oceanografisch onderzoeksschip – 1450 ton, in 1981 in dienst genomen. Het is een omgebouwde sleepboot die vooral op de onderzoeksstations op Antarctica vaart. Een tweede boot van de Circosklasse doet nog steeds dienst als sleepboot.
- hydrografisch Malaespinaklasse-onderzoeksschip – 2 schepen van 1090 ton, in 1975 in dienst genomen.
- hydrografisch Castorklasse-onderzoeksschip – 1 schip van 363 ton, in 1974 in dienst genomen.

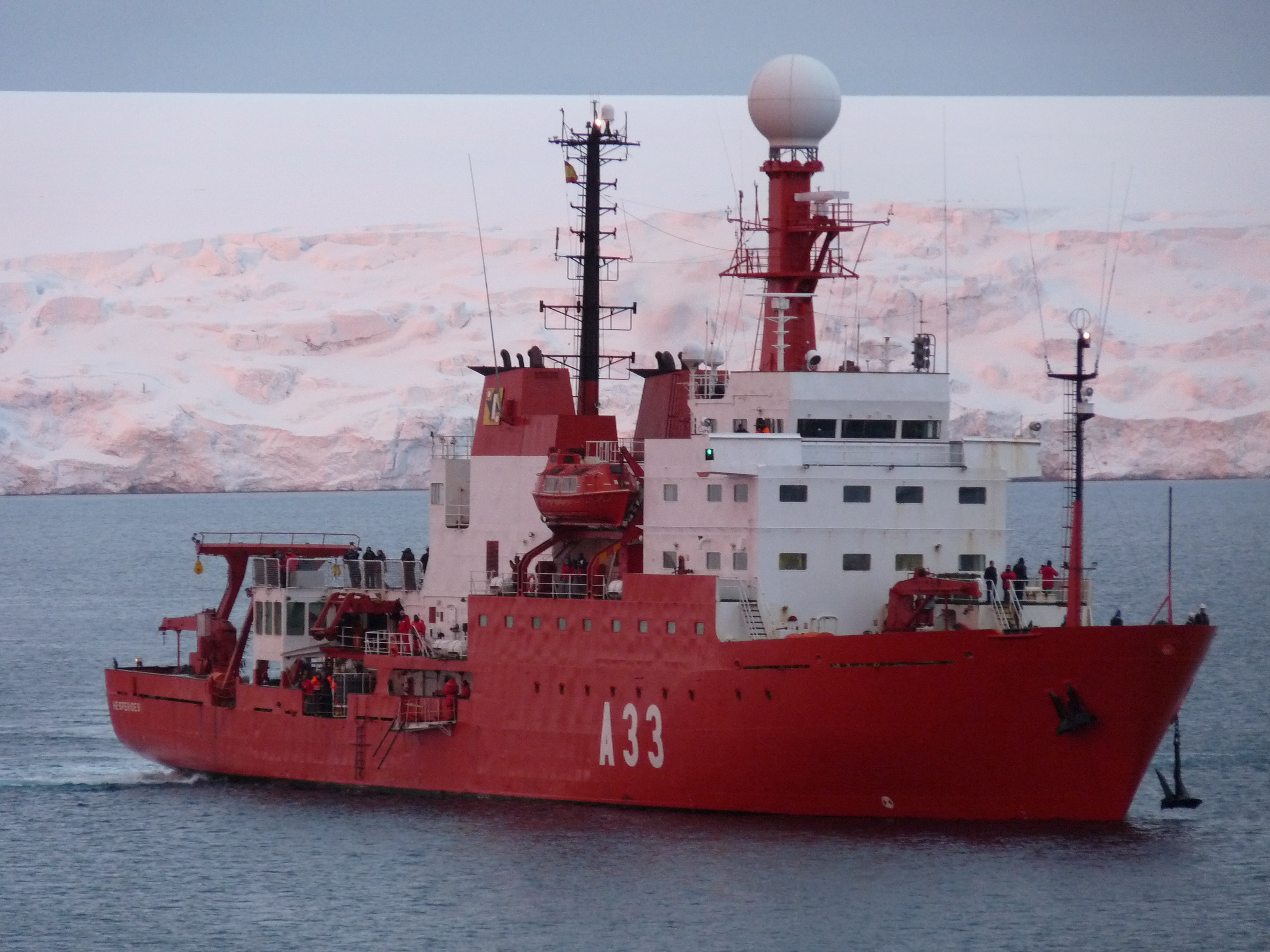
Hespérides, 2010.
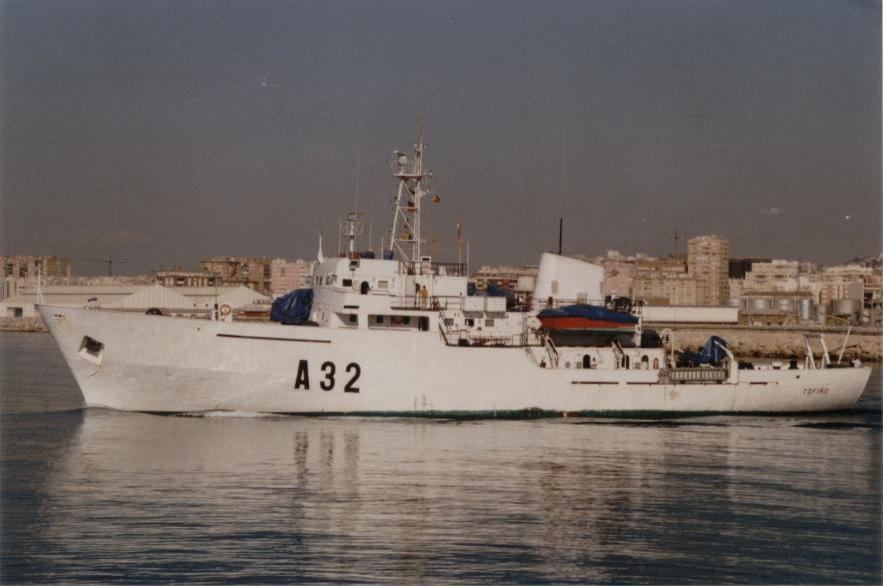
Tofiño, Malaespinaklasse, 2011.
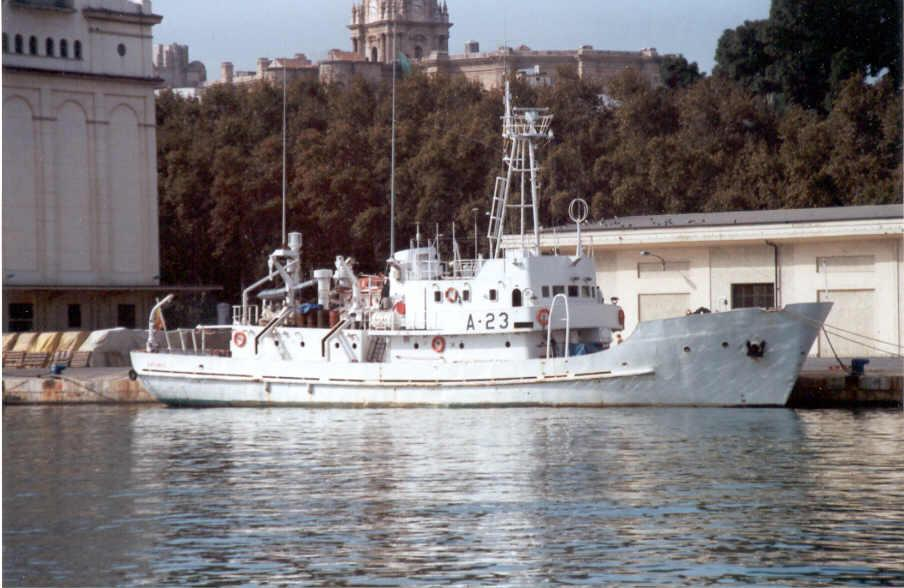
Antares, 2011.

### Luchtarm
De luchtarm van de marine opereert zowel met vliegtuigen als helikopters:
- 13 van oorspronkelijk 21 AV-8B Harrier II VSTOL-straaljagers. Vanaf 1987 werden de eerste twaalf VA.1A's geleverd aan het 9e smaldeel. Van 1996 werden acht VA.1B's geleverd en in 2001 één TAV-8B als lestoestel.[2] Zestien deden dienst op het vliegdekschip Principe de Asturias, tot dit schip in 2013 uit dienst werd genomen. Sindsdien vliegen ze vanaf het LHD Juan Carlos I.
- 12 Sikorsky SH-60F Seahawk voor onderzeebootbestrijding bij het 10e smaldeel. Zes werden in 1988-89 geleverd en nog eens zes in 2001-3.[2] Later werden er nog aangekocht om een tekort aan helikopters op te vangen.[3] De eerste twee daarvan werden in 2017 geleverd.
- 9 van oorspronkelijk 18 Sikorsky SH-3 Sea King voor onderzeebootbestrijding. De eerste van zes werd in 1966 geleverd aan het 5e smaldeel. In 2001 werden er nog zes besteld.[2]
- 8 Boeing ScanEagle kleine onbemande verkenningsvliegtuigjes. Spanje kocht twee systemen met elk vier drones, waarvan het eerste in 2015 werd geleverd aan het nieuwe 11e smaldeel.
- 7 van oorspronkelijk 14 Bell 212 voor transport, luchtsteun en medevac. Ze zijn sinds 1974 actief bij het 3e smaldeel, en worden gemoderniseerd zodat ze vijftien jaar langer meegaan.[4]
- 6 van oorspronkelijk 14 Hughes 369HM (500ASW) voor onderzeebootbestrijding vanaf torpedobootjagers, geleverd vanaf 1972 aan het 6e smaldeel.[2]
- 4 Cessna Citation II en VII kleine straalvliegtuigen voor VIP-transport bij het 4e smaldeel. Drie II's werden in 1982 aangeschaft, een VII in 2007.[2]

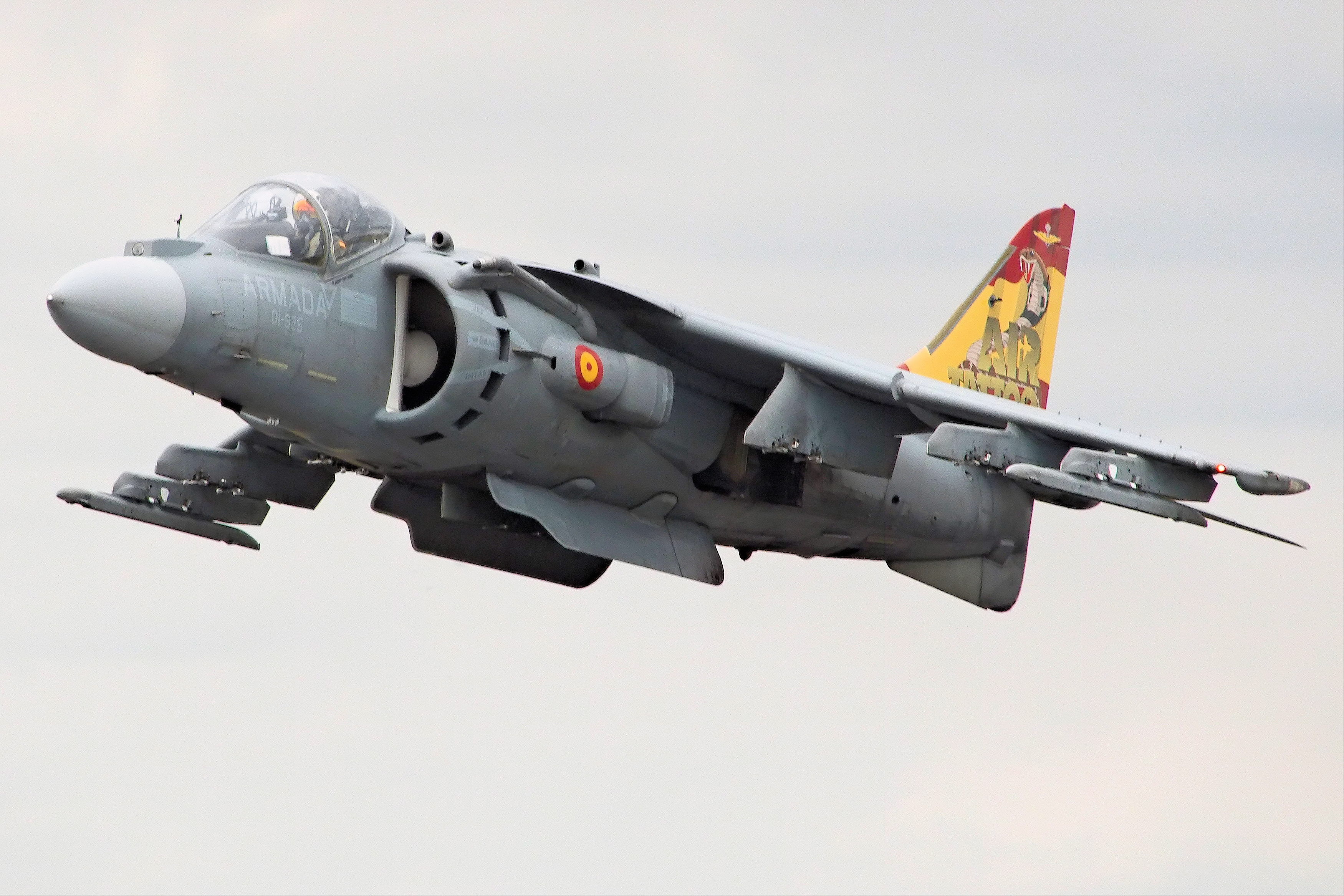
Harrier II, 2019.
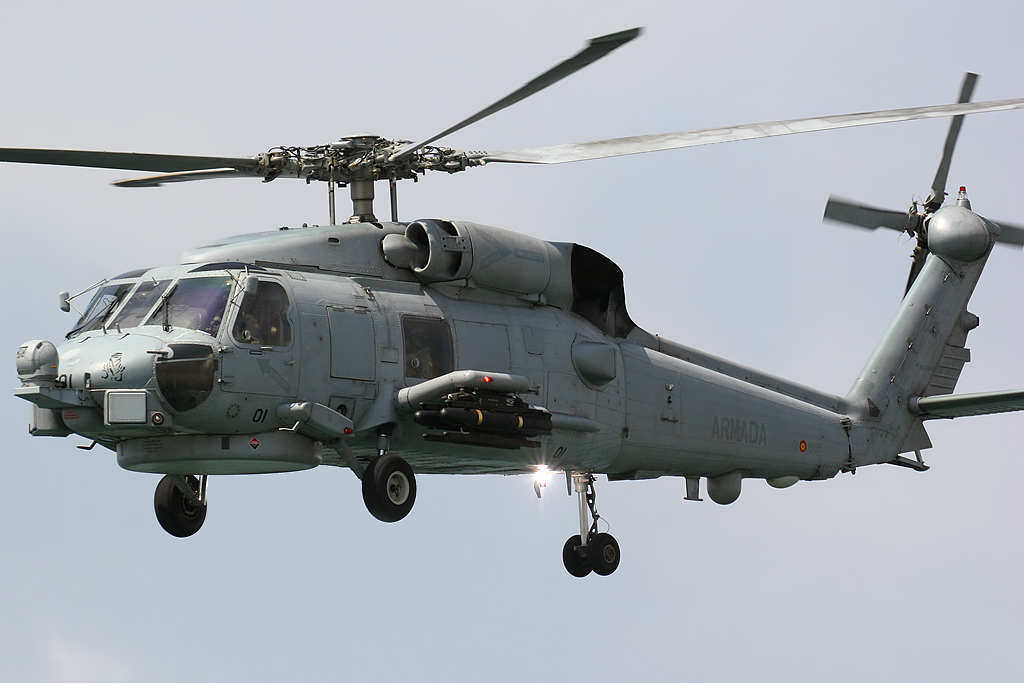
Seahawk, 2012.
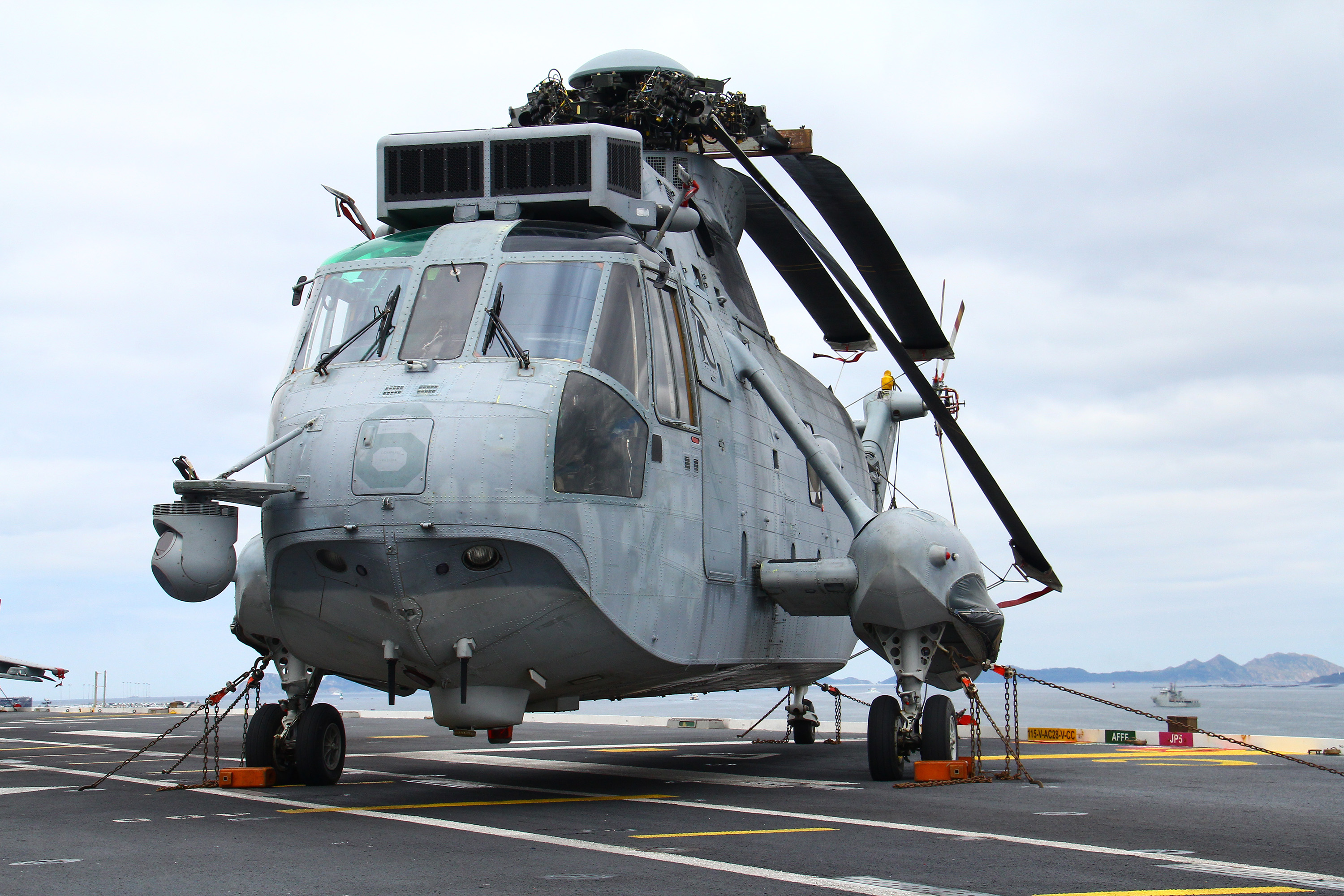
Sea King, Juan Carlos I, 2019.
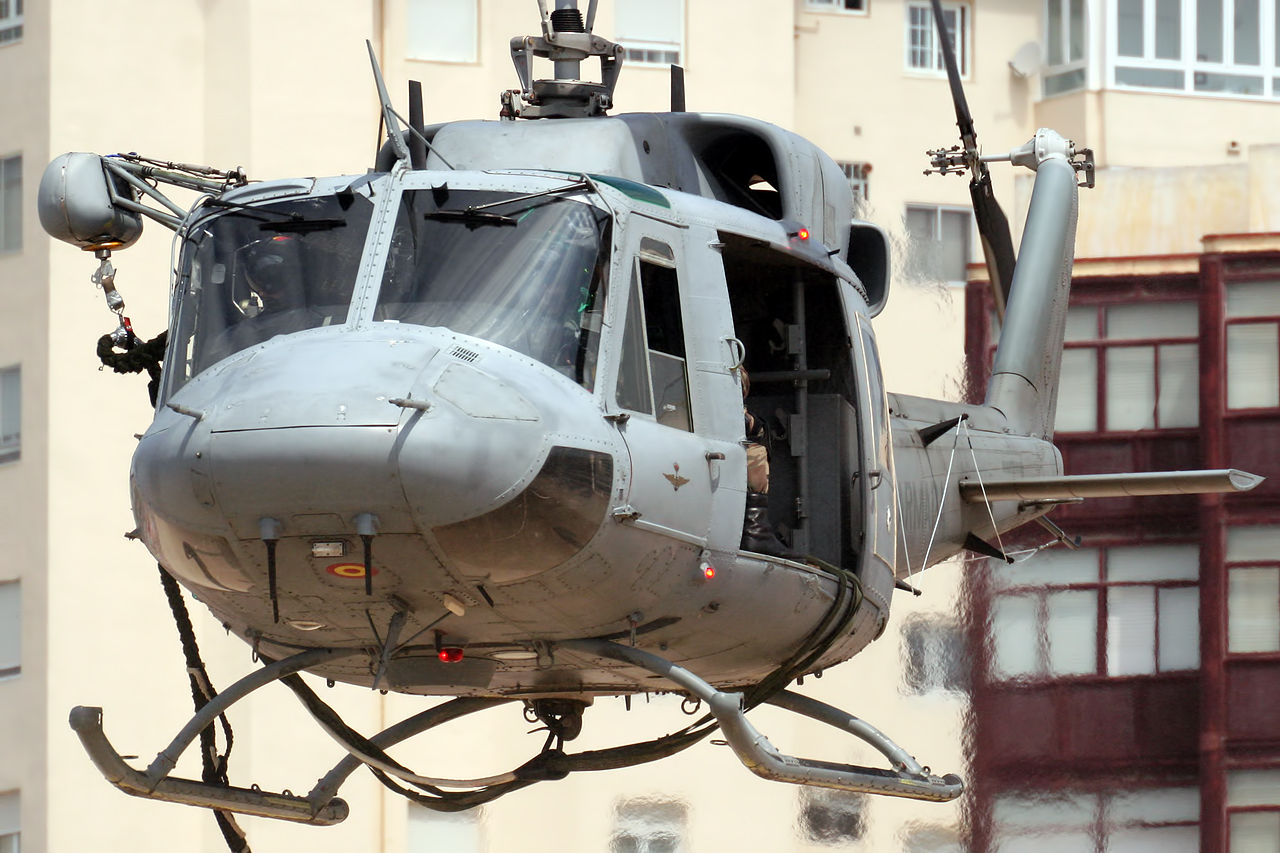
Bell 212, 2012.
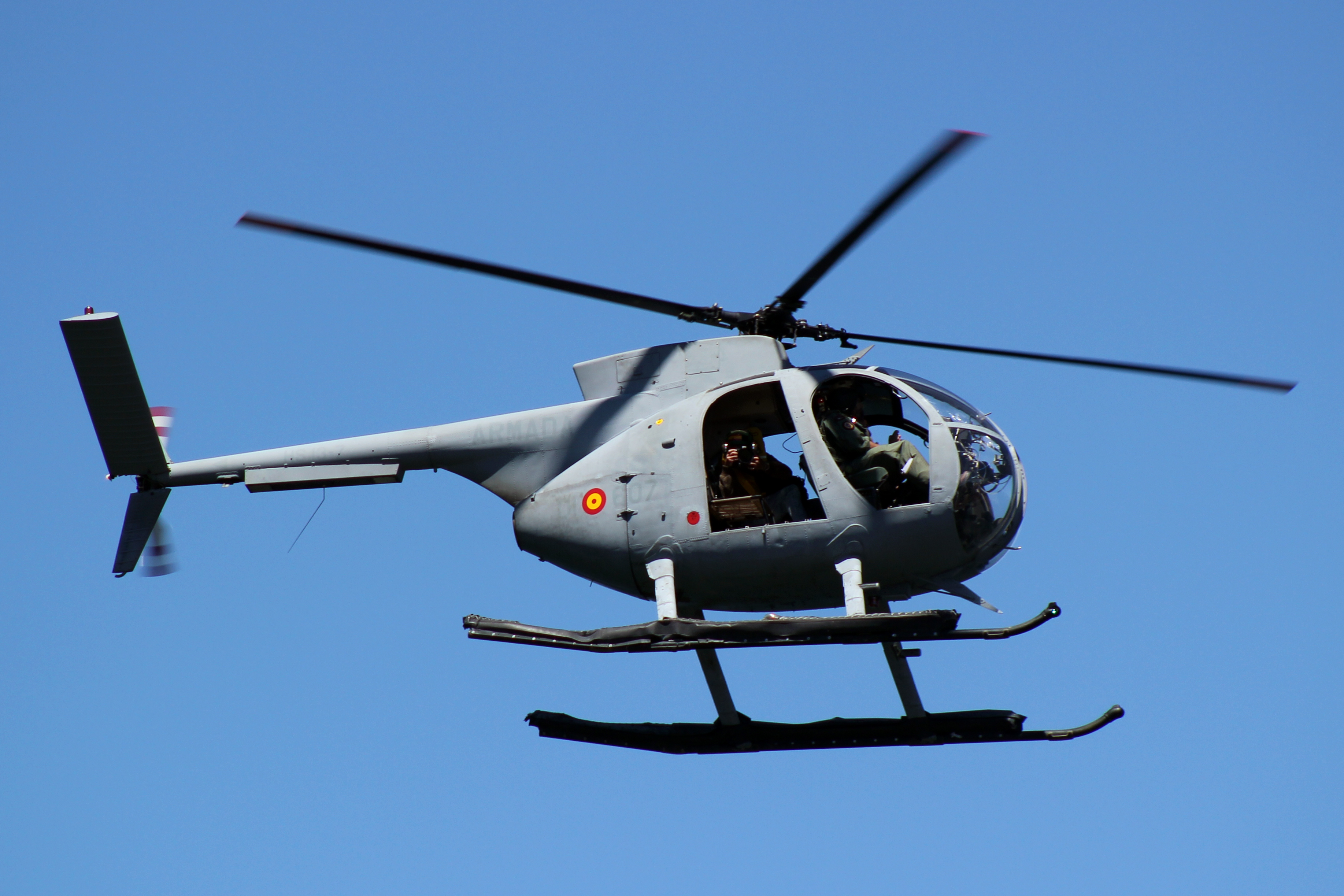
Hughes 369HM, 2013.
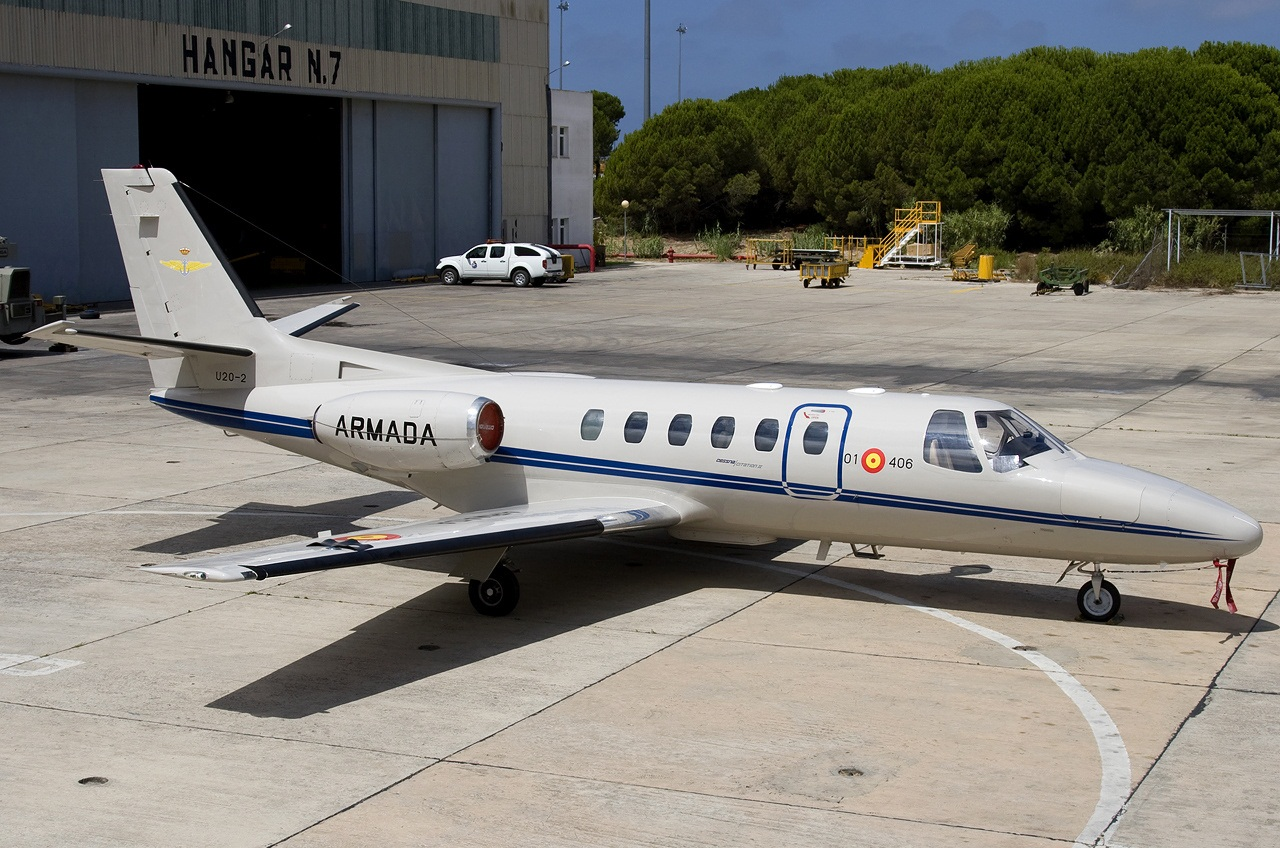
Citation II, 2009.

De volgende toestellen van de luchtarm zijn inmiddels niet meer in dienst:
- 15 AV-8S Harrier VSTOL-straaljagers voor aanval en verkenning. Ze waren tussen 1976 en 1997 in gebruik bij het 8e smaldeel op het vliegdekschip Dédalo en later Principe de Asturias.
- 14 lichte Bell 47-helikopters die voor opleiding werden gebruikt. De eerste drie kreeg men in 1954 in het kader van het Mutual Defense Aid Program, en hiermee werd de nieuwe luchtarm opgericht. In 1963 werden ze ingedeeld bij het nieuwe 1e smaldeel. Het type werd in 1987 uit dienst genomen.
- 9 Sikorsky H-19's (CH-9E) voor onderzeebootbestrijding en transport. Deze waren tussen 1957 en 1976 in dienst. In 1963 werden ze ingedeeld bij het 2e smaldeel.
- 8 Bell AH-1 Cobra-aanvalshelikopters. Ze waren van 1972 tot 1984 ingedeeld bij het 7e smaldeel.
- 4 Agusta-Bell AB 204-aanvalshelikopters waren tussen 1965 en 1987 in dienst bij het 3e smaldeel.[2]
- 4 Piper PA-24 Comanche- en PA-30 Twin Comanche-propellorvliegtuigjes waarmee in 1964 het 4e smaldeel was gevormd. Ze werden in 1995 uit dienst genomen.[2]

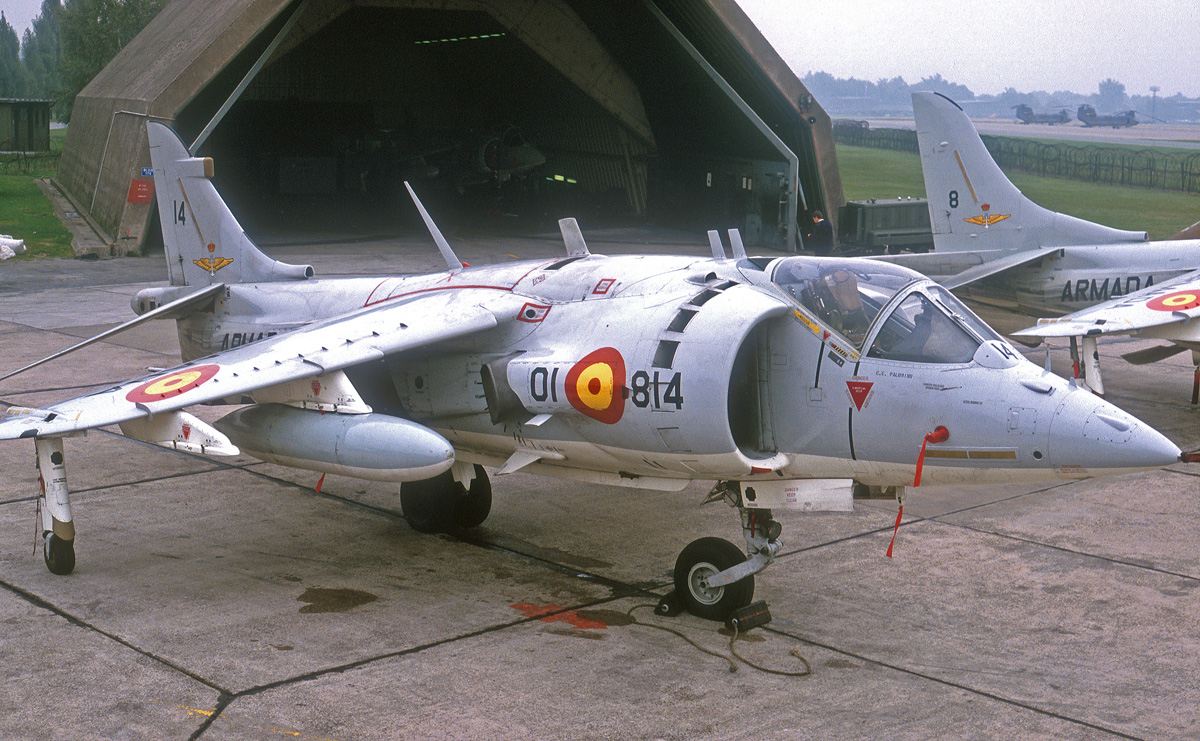
Harrier, 1987.
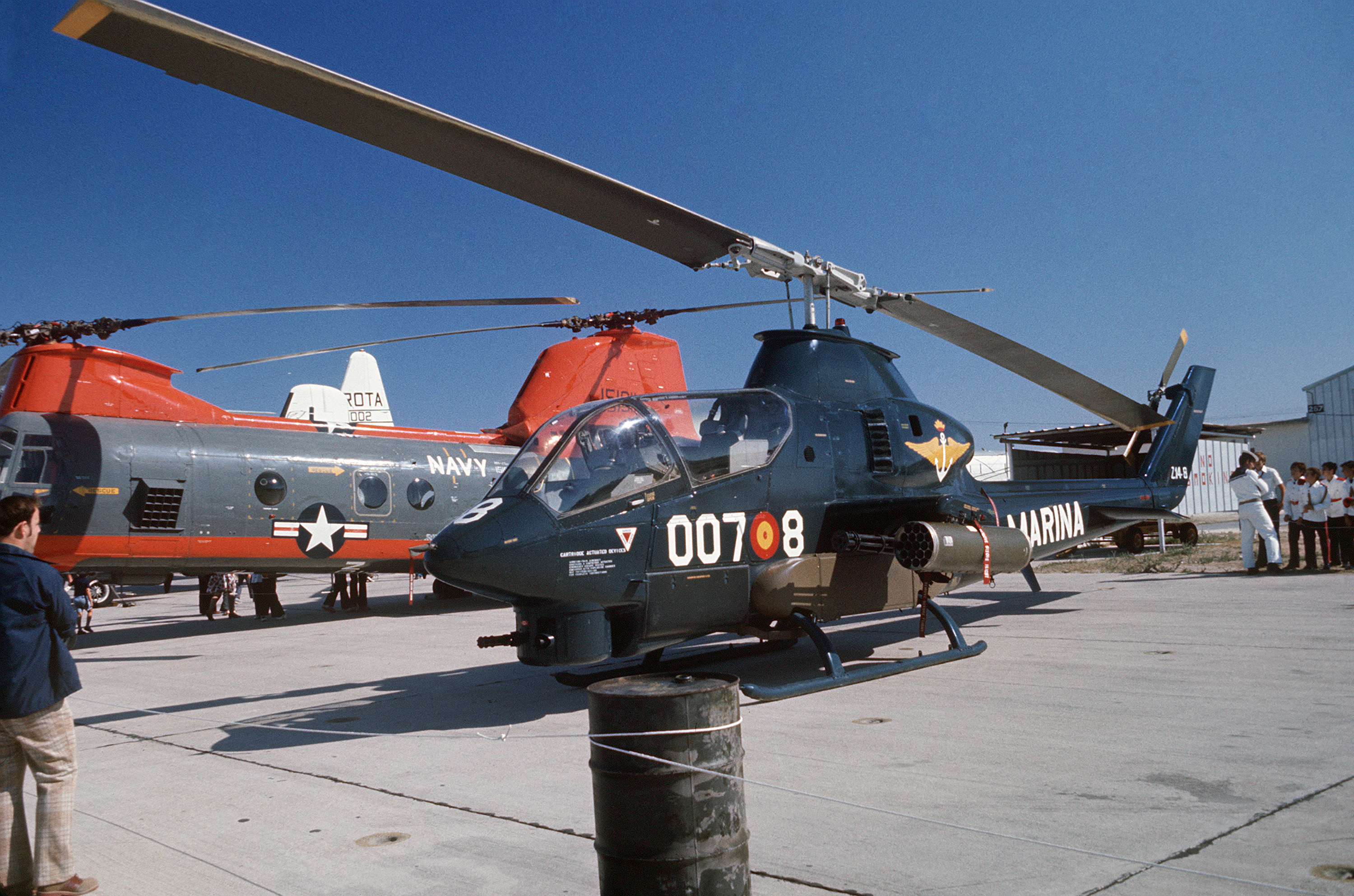
Cobra, 1975.

De volgende toestellen worden aangeschaft:
- 6 bijkomende tweedehands Sikorsky SH-60F Seahawks van de Amerikaanse marine werden besteld om de vertraagde levering van NH90's op te vangen.[3][5] Daarna zullen ze de Sea Kings van het 5e smaldeel vervangen.
- 7 NHI NH90's vanaf 2023. Oorspronkelijk zou de marine 28 van 104 door Spanje bestelde NH90's krijgen, maar door de economische crisis werd dat aantal telkermale naar beneden bijgesteld.[6]